# Karlsruher SC
Der Karlsruher Sport-Club Mühlburg-Phönix e. V., gemeinhin als Karlsruher SC oder KSC bezeichnet, ist der größte Sportverein der Stadt Karlsruhe und in der Region Nordbaden. Mit 20.000 Mitgliedern (Stand: 1. Juli 2025) gehört der Karlsruher SC zudem zu den größeren Sportvereinen Deutschlands. Der KSC und sein Vorgängerverein sind bislang der einzige Verein in Deutschland, der Deutscher Meister, Meister der 2. und 3. Liga wurde.
In dem 1952 durch Fusion des Karlsruher FC Phönix mit dem VfB Mühlburg entstandenen Verein dominiert die Fußballabteilung. Der Vorgängerverein FC Phönix wurde 1909 Deutscher Meister, dem KSC gelangen als größte Erfolge 1955 und 1956 zwei DFB-Pokal-Siege. Die erste Männermannschaft spielte zuletzt in der Saison 2008/09 in der Bundesliga und in der Saison 2018/19 gelang der Wiederaufstieg in die 2. Bundesliga. Die erste Frauenmannschaft spielt aktuell in der Frauen-Regionalliga Süd und die Jugendmannschaften durchweg höherklassig.
Des Weiteren betreibt der KSC eine Leichtathletikabteilung (gegründet 1922), eine Boxabteilung (gegründet 1959) und eine Freizeitsportabteilung (Fitnesssport, Dart), die aber einen geringeren Stellenwert im Verein besitzen. Zwar brachten die weiteren Abteilungen in früheren Jahrzehnten erfolgreiche Sportler hervor, doch mit Ausnahme des in den 1990er Jahren für den KSC kämpfenden Boxers Sven Ottke und der Leichtathletin Heike Drechsler, die Anfang der 2000er zwei Jahre lang für den Verein tätig war, hatten die Leistungen und Erfolge abseits des Fußballs in den letzten Dekaden nur noch regionale Bedeutung.
2023 und 2024 gewann die Dartsabteilung die Deutsche Meisterschaft.

## Geschichte

### Die frühen Jahre des Fußballs in Karlsruhe
Die noch junge Sportart Fußball war Ende des 19. Jahrhunderts in vielen Sportvereinen verpönt, sodass es in den 1880er Jahren zu ersten Gründungen reiner Fußballvereine kam und dieser Trend sich um die Jahrhundertwende weiter verstärkte. Karlsruhe war neben Berlin in den frühen Jahren des Fußballs in Deutschland eine der Hochburgen, woran der in Karlsruhe lebende Walther Bensemann wesentlichen Anteil hatte. Zu den ältesten Karlsruher Fußballvereinen zählen die von Bensemann gegründeten Vereine International Football Club (1889), Karlsruher FV (1891), sowie der FC Karlsruher Kickers (1893). Mit dem Karlsruher FC Phönix folgte 1894 einer der Vorgängervereine des heutigen Karlsruher SC.

### Die Vorgängervereine

#### FC Phönix
Am 6. Juni 1894 gründeten einige Mitglieder der Karlsruher Turngemeinde, denen der Wunsch nach einer eigenen Fußballabteilung verwehrt wurde, den Karlsruher FC Phönix. Nach der Fusion mit dem FC Alemannia im Juli 1912 hieß der Verein Karlsruher FC Phönix (Phönix-Alemannia).

Mannschaft und Betreuer des FC Phönix in den Gründerjahren

Phönix-Kapitän Arthur Beier übermittelte per Telegramm die Erfolgsmeldung aus Breslau nach Karlsruhe

Der Verein gehörte im Jahr 1900 zu den 86 auf der Gründungsversammlung des DFB vertretenen Vereinen und war auch bald in den Meisterschaftsrunden erfolgreich. Im Jahre 1909 konnte die Mannschaft um Kapitän Arthur Beier erstmals die Südkreisliga gewinnen und qualifizierte sich über eine siegreiche süddeutsche Meisterschaftsendrunde für die Endrundenspiele um die deutsche Meisterschaft, in der die Karlsruher im Viertelfinale den FC Mönchen-Gladbach und im Halbfinale den SC Erfurt besiegten. Das Finale am 30. Mai in Breslau gewannen die Badener mit 4:2 gegen BFC Viktoria 1889 und wurden somit Deutscher Meister. Schon knapp zwei Monate vor dem Meisterschaftsendspiel wurden erstmals zwei Spieler der späteren Meisterelf, Emil Oberle und Robert Neumaier, ins Team der Nationalmannschaft berufen. Mit Karl Wegele (15 Länderspiele ab 1910) und Otto Reiser (ein Einsatz 1911) konnten sich in den folgenden Jahren noch zwei weitere Phönix-Spieler in der Nationalmannschaft beweisen.
In der folgenden Saison konnte sich der Karlsruher FV in der Südkreisliga durchsetzen, als Titelverteidiger war Phönix dennoch für die Endrunde um die deutsche Meisterschaft qualifiziert. Die „Blau-Schwarzen“ besiegten im Viertelfinale den VfB Leipzig, scheiterten dann aber im Halbfinale am Stadtrivalen, der anschließend auch im Finale siegreich blieb und den Meistertitel 1910 errang. In den folgenden Jahren dominierten der KFV (1911 und 1912) bzw. die Stuttgarter Kickers (1913 und 1914) in der süddeutschen Verbandsstaffel, so dass Phönix zu keinen weiteren Endrundenteilnahmen mehr kam.
Nach dem Ersten Weltkrieg konnte der Spielbetrieb nicht mehr an der „Maxaubahn“ aufgenommen werden. Die Stadt Karlsruhe verpachtete dem Verein ein Grundstück im Hardtwald nördlich der Innenstadt. 1923 waren die Anlagen am „Wildpark“, Vorläufer des heutigen Wildparkstadions, fertiggestellt. Sportlich lag Phönix in den 1920er Jahren wie schon in den Jahren vor dem Krieg meist hinter dem Karlsruher FV, zeitweise stieg man sogar in die Zweitklassigkeit ab. Erst 1933, in der letzten Spielzeit der Bezirksliga Württemberg/Baden, konnte Phönix mit der Meisterschaft in der Gruppe Baden wieder ein Erfolgserlebnis verzeichnen.
Nach der Machtergreifung der Nationalsozialisten unterzeichneten alle süddeutschen Spitzenvereine eine Erklärung, mit der sie sich zum Ausschluss von Juden und Marxisten verpflichteten. Dem schloss sich der Süddeutsche Fußball- und Leichtathletikverband an. Dies geschah am 9. April 1933, noch 10 Tage bevor der DFB offiziell dazu aufrief und noch bevor es eine NS-Sportführung gegeben hat. Inwieweit sich speziell die Karlsruher Sportvereine auf die neuen Vorgaben eingelassen haben, welche Motive dazu geführt haben und ob es hier auch widerständiges Verhalten gegeben hat, kann auf der derzeitigen Quellenbasis nicht belegt werden – es ist aber auch kein Beispiel bekannt, dass sich Vereine oder Funktionäre gegen den Ausschluss von Juden gewehrt oder Verfolgten geholfen haben.
Zur Saison 1933/34 wurde die Einteilung der Spielklassen neu vorgenommen: An die Stelle der Bezirksligen der sieben Landesverbände als Überbau des Spielbetriebs traten 16 Gauligen, die an die Struktur der NSDAP-Gaue angelehnt waren. In der Gauliga Baden spielte Phönix mit einer Unterbrechung (Saison 1936/37), bis 1944 der Spielbetrieb kriegsbedingt eingestellt wurde; in der letzten Spielzeit 1943/44 trat man gemeinsam mit dem FC Germania Durlach als KSG Phönix/Germania Karlsruhe an. Phönix konnte sich aber in der von den drei Mannheimer Vereinen Waldhof, VfR und Neckarau dominierten Spielklasse, die von 1933 bis 1945 alle zwölf Meisterschaften der Gauliga Baden gewannen, nicht durchsetzen.
Auch nach dem Zweiten Weltkrieg konnte der KFC Phönix nicht mehr an frühere Erfolge anknüpfen. In der ersten Saison nach dem Krieg belegte man in der neu geschaffenen Oberliga Süd 1946 nur den 15. Platz und stieg ein Jahr später als Tabellenletzter in die Landesliga ab. Mit der Schaffung der 2. Oberliga als zweithöchste Spielklasse im Jahr 1950 wurde der Verein am grünen Tisch in die 1. Amateurliga eingeteilt, wo er bis zum Fusionsjahr 1952 spielte.

#### VfB Mühlburg
Der VfB Mühlburg kam am 28. Juli 1933 durch eine Fusion des FC Mühlburg 1905 mit dem VfB Karlsruhe zustande, die wiederum mehrere Vorgängervereine aus Mühlburg und der Karlsruher Weststadt haben: Dem 1905 neu gegründeten FC Mühlburg trat der 1. FV Sport-Mühlburg (gegründet 1895) geschlossen bei, während der VfB Karlsruhe 1911 aus einer Fusion des FC Germania (1898) mit dem FC Weststadt (1902) hervorging. Die Spielstätte der Mühlburger lag in der Honsellstraße nahe dem Karlsruher Rheinhafen. 1942 wurden die Anlagen vollständig zerstört, nach dem Krieg aber wieder zu einem Stadion mit einem Fassungsvermögen von 30.000 Besuchern aufgebaut.
Während der Fußball in Karlsruhe vor dem Ersten Weltkrieg noch ganz von den beiden Spitzenvereinen FC Phönix und Karlsruher FV dominiert wurde, konnte sich der FC Mühlburg in den 1920er-Jahren bereits einige Zeit in der ersten Spielklasse halten. Erfolge stellten sich aber erst nach der Fusion mit dem VfB Karlsruhe ein, was nicht zuletzt einer konsequenten Jugendarbeit der Weststädter zu verdanken war, die auch beim VfB Mühlburg fortgeführt wurde und aus der Leistungsträger wie Franz Dienert, Hugo Rastetter und Oswald Traub hervorgingen. Anders als Phönix und KFV konnte sich der VfB Mühlburg von 1933 bis 1944 durchgehend in der Gauliga Baden halten, und wenn man sich auch nicht gegen die in diesen Jahren übermächtige Mannheimer Konkurrenz durchsetzen konnte, so erreichte der VfB in den Jahren 1941, 1942 und 1944 immerhin die badische Vizemeisterschaft, wurde 1938 und 1939 badischer Pokalsieger und drang in den Kriegsjahren bis in die Zwischenrunde des Tschammerpokals, dem Vorläufer des DFB-Pokals, vor.
In der Nachkriegszeit zunächst in die zweitklassige Landesliga eingestuft, stieg der VfB Mühlburg 1947 in die Oberliga Süd auf, der nach Kriegsende bis zur Einführung der Bundesliga 1963 höchsten deutschen Spielklasse. Mühlburg etablierte sich dort bis zur Fusion 1952 und erreichte als bestes Ergebnis 1950/51 den dritten Platz.

### Fusion zum Karlsruher SC
Nach dem sportlichen Abstieg ins Amateurlager plagten den KFC Phönix Anfang der 1950er Jahre finanzielle Probleme, man sah sich außerstande, einen Verein mit mehreren Abteilungen zu unterhalten. Die Anlagen im „Wildpark“ waren zudem nach fast 30 Jahren ihres Bestehens überholungsbedürftig. Als mögliche Lösung wurde eine Fusion mit dem VfB Mühlburg in Betracht gezogen, so dass die Vereinsführung mit diesem Vorschlag sowohl an den Verein als auch an die Stadt Karlsruhe herantrat.
Auch der VfB Mühlburg war trotz sportlicher Erfolge und regem Zuschauerzuspruch finanziell nicht auf Rosen gebettet: Durch die Währungsreform und die 1948/49 eingeführten Vertragsspielerstatuten war das Vereinsvermögen auf 1176 Mark geschmolzen, so dass der Verein in den darauffolgenden Jahren zu äußerster Sparsamkeit gezwungen war. Weil die Kapazitäten des Stadions an der Honsellstraße an ihren Grenzen angelangt waren, dachte man bereits zur Spielzeit 1951/52 über einen Neubau an anderer Stelle nach. Somit stießen die Fusionsvorschläge in der Vereinsführung der Mühlburger um Heinz von der Heydt auf offene Ohren, in den Reihen der Mitglieder hingegen wurden auch Stimmen laut, die aufgrund der Tradition und der sportlichen Erfolge ein Zusammengehen mit dem KFC Phönix und einen „Umzug“ in den Hardtwald zunächst ablehnten.
Auf getrennten Generalversammlungen am 25. September 1952 entschieden die Mitglieder beider Vereine über eine Fusion. Während bei Phönix die Zustimmung auf Anhieb erfolgte, fehlten bei der Abstimmung der 772 anwesenden VfB-Mitglieder 33 Stimmen zur notwendigen 2/3-Mehrheit. Drei Wochen später, in denen man die Skeptiker von den wirtschaftlichen und sportlichen Vorteilen einer Fusion zu überzeugen versuchte, wurde ein weiterer Anlauf genommen, der mit 923 von 927 Stimmen eine fast einstimmige Mehrheit ergab.
Somit war die Fusion am 16. Oktober 1952 beschlossen und der Verein erhielt seinen heutigen Namen Karlsruher SC von 1894 Mühlburg-Phönix e. V. Heinz von der Heydt wurde erster Präsident des neuen Vereins, der vormalige Phönix-Vorstand Robert Suhr bekleidete das Amt des Vizepräsidenten. Sportlich konnte man den Platz des VfB Mühlburg in der Oberliga Süd einnehmen und die bereits sieben Spieltage alte Saison unter dem Namen KSC Phönix-Mühlburg weiterführen, ab der Spielzeit 1953/54 wurde dann die Bezeichnung Karlsruher SC gebräuchlich.
Im Wildpark wurde umgehend mit dem Neubau des Stadions begonnen, der aber fast drei Jahre in Anspruch nahm, so dass der KSC seine Heimspiele in den ersten drei Jahren in der Mühlburger Honsellstraße austrug.

### Sportliche Entwicklung seit 1952

#### Erste Erfolge des Karlsruher SC (1952–1963)
| Karlsruher SC in der Oberliga Süd |       |             |
| Saison                            | Platz | ø Zuschauer |
| 1952/53                           | 4.    | 12.867      |
| 1953/54                           | 5.    | 10.333      |
| 1954/55                           | 5.    | 10.333      |
| 1955/56                           | 1.    | 20.133      |
| 1956/57                           | 3.    | 17.200      |
| 1957/58                           | 1.    | 13.400      |
| 1958/59                           | 9.    | 12.667      |
| 1959/60                           | 1.    | 18.867      |
| 1960/61                           | 3.    | 12.133      |
| 1961/62                           | 9.    | 11.667      |
| 1962/63                           | 5.    | 14.200      |

In den ersten Jahren nach der Fusion avancierte der Karlsruher SC zu einem der stärksten Vereine der Oberliga Süd, bereits die erste Saison schloss der neue Verein mit dem vierten Platz ab. Mit Adolf Patek konnte zur Spielzeit 1953/54 ein erfahrener Trainer verpflichtet werden, der die Mannschaft 1955 bis ins Finale des DFB-Pokals führte. Die Karlsruher gewannen gegen den FC Schalke 04 mit 3:2 und sicherten sich damit den Pokal.
In der darauf folgenden Saison 1955/56 wurde der KSC erstmals Meister der Oberliga Süd und qualifizierte sich damit für die Endrunde um die deutsche Meisterschaft. Nach dem Gruppensieg in der Endrundengruppe mit dem FC Schalke 04, 1. FC Kaiserslautern und Hannover 96 standen die Karlsruher zum zweiten Mal nach 1909 im Finale. Dieses verloren sie jedoch im Berliner Olympiastadion gegen Borussia Dortmund mit 2:4. Im selben Jahr verteidigten die Badener den Pokal nach einem 3:1 im Endspiel gegen den Hamburger SV, das vor 25.000 Zusehern im heimischen, gerade ein Jahr zuvor fertiggestellten Wildparkstadion ausgetragen wurde.
War der Karlsruher SC durch die Fusion bereits zum größten Sportverein Badens angewachsen, lösten die Erfolge einen weiteren Anstieg der Mitglieder- und Zuschauerzahlen aus, so dass der KSC mit zwischenzeitlich 6028 Beitragszahlern die größte Mitgliedszahl in Deutschland aufwies – ein Umstand, der nicht zuletzt der Maßnahme zu verdanken war, dass Mitgliedern freier Eintritt zu den Spielen gewährt wurde, eine Regelung, die noch im ersten Bundesligajahr Bestand hatte. In der ersten Saison im neuen Wildparkstadion kamen rund 20.000 Besucher pro Heimspiel, ein für damalige Verhältnisse hoher Zuschauerschnitt.
Patek verließ im Sommer 1956 den KSC, bereits beim Pokalfinale saß sein Nachfolger auf der Bank. Unter Ludwig Janda (1956–1959) und Eduard Frühwirth (1959–1962) wurde der KSC 1958 und 1960 noch zweimal Südmeister und verpasste das Endspiel um die deutsche Meisterschaft als Gruppenzweiter beide Male nur knapp. 1960 stand man zudem erneut im Pokalfinale, unterlag aber in Düsseldorf überraschend gegen den Außenseiter Borussia Mönchengladbach mit 2:3.
Mit Gerhard Siedl, Horst Szymaniak und Günter Herrmann stellte der Karlsruher SC Ende der 1950er bzw. Anfang der 1960er Jahre erstmals Spieler für die Nationalmannschaft ab.

#### Die ersten Jahre in der Bundesliga (1963–1968)
| Karlsruher SC in der Bundesliga |       |             |
| Saison                          | Platz | ø Zuschauer |
| 1963/64                         | 13.   | 31.667      |
| 1964/65                         | 15.   | 32.000      |
| 1965/66                         | 16.   | 29.882      |
| 1966/67                         | 13.   | 25.529      |
| 1967/68                         | 18.   | 22.735      |

1963 war der Karlsruher SC einer der 16 Vereine der Bundesliga-Saison, für die man sich mit den Plätzen drei (1960/61) und fünf (1962/63) der Oberliga Süd über die Zwölfjahreswertung qualifiziert hatte. Trainer Kurt Sommerlatt standen mit Otto Geisert ein erfolgreicher Torjäger und mit Klaus Zaczyk und Horst Wild zwei vielversprechende Talente zur Verfügung. Der Abgang des spielstarken Halbstürmers Günter Herrmann zu Schalke 04 konnte allerdings nicht kompensiert werden, und die Läuferreihe Ruppenstein – Rihm – Kahn, im Vorjahr noch Garant des fünften Platzes in der Oberliga, enttäuschte in der Bundesliga. So spielte der KSC bereits in der ersten Bundesligasaison gegen den Abstieg, dem man nur haarscharf mit einem Punkt Vorsprung entging. Auch die Neuzugänge zur zweiten Bundesligasaison, allesamt Stürmer, konnten die Mannschaft nicht entscheidend verstärken, und als der KSC im Januar 1965 auf den letzten Platz abgerutscht war, wurde Sommerlatt entlassen. Der Club beendete die Saison als Vorletzter, absteigen musste man dennoch nicht, weil es aufgrund der Aufstockung der Bundesliga auf 18 Vereine in diesem Jahr keine Absteiger gab. Die Saison 1964/65 bescherte dem KSC zudem zwei Rekordergebnisse, die bis heute Bestand haben; dem mit 7:0 höchsten Sieg bei Eintracht Frankfurt im September 1964 folgte fünf Monate später mit dem 0:9 bei 1860 München die bislang höchste Niederlage der Karlsruher in der Bundesliga.
Nachdem der KSC dem Abstieg 1965/66 mit Platz 16 erneut nur knapp entgangen war, konnte 1966/67 unter Trainer Paul Frantz dank einer furiosen Rückrunde und der 17 Saisontore des aus Köln gekommenen Christian Müller nicht nur der Klassenerhalt gesichert werden, die Mannschaft erreichte darüber hinaus mit Platz 13 das bisher beste Ergebnis in der aufgestockten Bundesliga. Die Euphorie verflog jedoch wieder, als in der folgenden fünften Bundesligasaison 1967/68 mit 6:14 Punkten aus den ersten zehn Spielen ein klassischer Fehlstart folgte und der KSC sich auf dem 17. Tabellenplatz wiederfand. Frantz wurde im Oktober 1967 entlassen; da jedoch auch seine drei Nachfolger in dieser Saison den Abstieg nicht mehr verhindern konnten, spielte der Karlsruher SC ab 1968 erstmals seit der Fusion 1952 zweitklassig.

#### „Fahrstuhlmannschaft“ der Bundesliga und 2. Bundesliga (1968–1986)
| Karlsruher SC als „Fahrstuhlmannschaft“                                                                                        |       |             |
| Saison | Platz | ø Zuschauer |
| 1968/69 | 1.    | 13.118      |
| 1969/70 | 2.    | 12.684      |
| 1970/71 | 2.    | 09.053      |
| 1971/72 | 5.    | 05.158      |
| 1972/73 | 2.    | 11.176      |
| 1973/74 | 8.    | 08.059      |
| 1974/75 | 1.    | 20.211      |
| 1975/76 | 15.   | 31.235      |
| 1976/77 | 16.   | 29.647      |
| 1977/78 | 7.    | 07.763      |
| 1978/79 | 5.    | 08.258      |
| 1979/80 | 2.    | 08.085      |
| 1980/81 | 10.   | 27.471      |
| 1981/82 | 14.   | 23.029      |
| 1982/83 | 17.   | 17.941      |
| 1983/84 | 1.    | 12.632      |
| 1984/85 | 17.   | 18.618      |
| 1985/86 | 7.    | 05.447      |
| hellgrau: Spielzeiten in der Bundesliga; dunkelgrau: Spielzeiten in der 2. Bundesliga bzw. bis 1973/74 in der Regionalliga Süd |       |             |

Mit Kurt Baluses wurde ein erfahrener Trainer für den „Neubeginn“ des Karlsruher SC in der Regionalliga verpflichtet. Zahlreiche Leistungsträger, darunter Klaus Zaczyk, Günter Herrmann und Jürgen Rynio hatten den Verein verlassen. Dennoch gelang es Baluses, mit einer neu formierten Elf um „Rückkehrer“ Horst Wild gleich in der ersten Saison die Meisterschaft der Regionalliga Süd und damit die Aufstiegsrunde zur Bundesliga zu erreichen. Dort scheiterte man jedoch ebenso wie nach den darauffolgenden zwei Spielzeiten, die jeweils mit Platz 2 abgeschlossen wurden. Bereits am 21. Mai 1971, kurz vor der dritten Aufstiegsrunde in Folge, entließ das Präsidium des KSC überraschend den Trainer. Sein Nachfolger Heinz Baas konnte der Mannschaft in diesem Jahr allerdings ebenso wenig zum Aufstieg verhelfen wie in den beiden darauffolgenden Spielzeiten; 1972/73 scheiterte man zum vierten Mal in der Aufstiegsrunde zur Bundesliga.
Im Februar 1974 begann mit der Wahl von Roland Schmider zum neuen Präsidenten – er führte den Verein 26 Jahre lang – eine neue Ära des Karlsruher SC. Unter Trainer Carl-Heinz Rühl gelang der Elf um Rudi Wimmer, Rainer Ulrich und Wilfried Trenkel 1975 der direkte Aufstieg als Meister der neu gegründeten 2. Bundesliga Süd. Nach siebenjähriger Abstinenz gehörte der Karlsruher SC wieder dem Fußball-Oberhaus an, was im Umfeld für große Euphorie sorgte. Die beiden folgenden Spielzeiten bescherten dem Verein 1975/76 und 1976/77 trotz mäßiger Ergebnisse (Rang 15 und 16) Rekorde beim Zuschauerdurchschnitt, die selbst in den sportlich wesentlich erfolgreicheren 1990er Jahren nicht übertroffen wurden und bis heute Bestand haben.
Dennoch blieb der KSC bis Mitte der 1980er Jahre eine „Fahrstuhlmannschaft“: Zwischen 1975 und 1986 spielte man jeweils sechs Jahre in der Bundesliga und 2. Bundesliga. Der Verein „verschliss“ in dieser Zeit nicht weniger als neun Trainer.
Aufgrund der langen Zeit der Zweitklassigkeit konnte sich der Karlsruher SC finanziell keine großen Sprünge erlauben, was die Verpflichtung von erfahrenen Spielern betraf. Dies spiegelte sich in der ersten Bundesligasaison seit 1968 insbesondere im Fehlen eines Torjägers wider – die 46 erzielten Tore verteilten sich auf nicht weniger als 16 Spieler und der Mittelfeldmann Martin Kübler wurde mit nur sechs Treffern mannschaftsinterner Torschützenkönig. In der darauf folgenden Spielzeit zeigte sich die mangelnde Erfahrung vor allem in einer schwachen Abwehrleistung: 75 Gegentreffer führten den KSC nach zwei Jahren zurück in die Zweitklassigkeit.
Nach dem Abstieg blieb dem KSC zwar der Stamm der Mannschaft erhalten, die Bilanz der darauf folgenden Saison in der 2. Bundesliga fiel mit Platz 7 jedoch ernüchternd aus. Ein Kuriosum dieser Spielzeit ist die Entlassung von Trainer Bernd Hoss zu einem Zeitpunkt, als der KSC nach dem 12. Spieltag Spitzenreiter der 2. Liga war. Präsident Schmider begründete diesen Schritt mit der „unattraktiven Spielweise“ der Mannschaft. Seinem Nachfolger Rolf Schafstall wurde noch vor Saisonende ebenfalls gekündigt, als Interimslösung sprang der Trainer der Amateurmannschaft Walter Baureis ein.
Mit dem Rheinländer Manfred Krafft trat zur Saison 1978/79 ein Trainer sein Amt an, der das Team nach zwei weiteren Jahren wieder ins Fußball-Oberhaus zurückführte. Die Tore von Stephan Groß (14), Gerhard Bold und Emanuel Günther (jeweils 9) waren die Basis für das bis dahin erfolgreichste Jahr des KSC in der Bundesliga, die Saison 1980/81 wurde mit 56 Treffern und einem zehnten Platz abgeschlossen. Im November 1981 wurde Trainer Krafft entlassen und durch Max Merkel ersetzt, was bei den Fans und innerhalb der Mannschaft auf Unverständnis stieß – der KSC befand sich trotz drei Niederlagen in Folge zu diesem Zeitpunkt auf dem 12. Tabellenplatz. Präsident Roland Schmider selbst bezeichnete diese Maßnahme später als seinen größten Fehler. Merkel erreichte mit dem KSC zwar Platz 14 und damit den Klassenerhalt, verließ den Verein aber nach Saisonende wieder. Seine Nachfolger Horst Franz und Lothar Strehlau konnten nicht verhindern, dass sich der Karlsruher SC ein Jahr später erneut in der 2. Liga wiederfand.
Mit Werner Olk gelang in der Saison 1983/84 der sofortige Wiederaufstieg, und der Start in die Bundesliga-Saison 1984/85 war mit 12:12 Punkten vielversprechend. Nach den darauf folgenden sechs Niederlagen mit 4:29 Toren sowie sechs weiteren sieglosen Spielen rutschte der KSC jedoch auf den letzten Tabellenplatz ab und konnte sich von dieser Negativserie bis zum Saisonende nicht mehr erholen. Auch der im März 1985 aus Bürstadt geholte Trainer Lothar Buchmann konnte nicht verhindern, dass man als Vorletzter ein weiteres Mal abstieg. Nachdem in den Jahren zuvor einige langjährige Stützen der Mannschaft wie Wimmer, Struth, Trenkel und Bold ihre Karriere beendet hatten bzw. abgewandert waren, hatte der Karlsruher SC durch das ständige „Auf und Ab“ zudem in der Öffentlichkeit an Gunst verloren: Die Zweitligasaison 1985/86 brachte den nach 1971/72 zweitniedrigsten Zuschauerschnitt seit der Fusion 1952 und darüber hinaus mit dem siebten Tabellenplatz ein enttäuschendes sportliches Ergebnis ein.
Der Umbruch in der Stammbesetzung hatte in diesem Jahr noch keine Früchte getragen, die von Buchmann veranlassten Neuzugänge (darunter Trapp, Lars Schmidt, Pilipović, Kreuzer, Schütterle und Bogdan) entwickelten sich aber in den darauf folgenden erfolgreichen Jahren unter seinem Nachfolger Winfried Schäfer zu zentralen Stützen der Mannschaft.

#### Die Zeit unter Trainer Winfried Schäfer (1986–1998)
| Karlsruher SC unter Winfried Schäfer                                                |       |             |
| Saison                                                                              | Platz | ø Zuschauer |
| 1986/87                                                                             | 2.    | 10.395      |
| 1987/88                                                                             | 15.   | 21.629      |
| 1988/89                                                                             | 11.   | 20.559      |
| 1989/90                                                                             | 10.   | 19.265      |
| 1990/91                                                                             | 13.   | 18.294      |
| 1991/92                                                                             | 8.    | 17.921      |
| 1992/93                                                                             | 6.    | 22.118      |
| 1993/94                                                                             | 6.    | 22.012      |
| 1994/95                                                                             | 8.    | 28.862      |
| 1995/96                                                                             | 7.    | 26.806      |
| 1996/97                                                                             | 6.    | 27.096      |
| 1997/98                                                                             | 16.   | 26.769      |
| hellgrau: Spielzeiten in der Bundesliga; dunkelgrau: Spielzeit in der 2. Bundesliga |       |             |

Mit der Verpflichtung von Winfried Schäfer als neuem Trainer und Carl-Heinz Rühl als Manager im Jahr 1986 begannen die erfolgreichsten zehn Jahre des Vereins in der jüngeren Geschichte. Schäfer war bereits als Spieler zwei Spielzeiten (1975–1977) für den KSC aktiv und trat in Karlsruhe seine erste Trainerstelle an. In dem sportlich und finanziell angeschlagenen Verein galt es, das Gerüst erfahrener Spieler wie Srećko Bogdan, Michael Harforth und Emanuel Günther durch junge, aufstrebende Talente zu ergänzen. Der Saisonstart verlief alles andere als optimal und nach einer 0:8-Niederlage in Hannover hatten viele die Saison bereits abgehakt. Doch dank einer Serie aus zehn Siegen, die mit einem 6:0-Erfolg gegen Saarbrücken am letzten Vorrundenspieltag begann, stand der Aufstieg in die Bundesliga am vorletzten Spieltag fest. Mit Torhüter Alexander Famulla, Oliver Kreuzer in der Abwehr und Arno Glesius als treffsicheren Torjäger (14 Saisontore) hatten sich in der Aufstiegssaison gleich drei Nachwuchsspieler in die Stammformation gespielt.

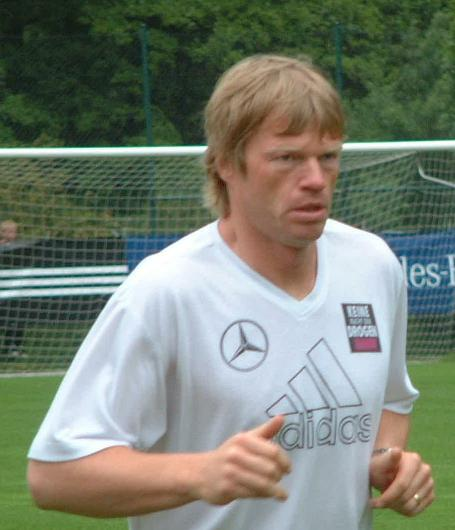
Oliver Kahn begann seine Profikarriere in seiner Heimatstadt beim KSC und wurde 1990 dort zum Stammtorwart

Nach einer durchwachsenen ersten Bundesliga-Saison 1987/88, in der man dem sofortigen Abstieg nur knapp entging, wurde die als „Elf der Namenlosen“ titulierte Mannschaft auch in der zweiten Spielzeit als Abstiegskandidat gehandelt. Da die Mittel für prominente Verstärkungen nicht vorhanden waren, setzte Schäfer weiterhin vorwiegend auf Talente aus den eigenen Reihen und der Region, darunter Oliver Kahn (1987), Michael Sternkopf (1988), Mehmet Scholl (1989) und Jens Nowotny (1991) – mit zunehmendem Erfolg: In den nächsten Spielzeiten setzte man sich im gesicherten Mittelfeld der Bundesliga fest und schloss die Saison 1991/92 mit Rang acht und damit erstmals auf einem einstelligen Tabellenplatz ab.
Mit dem sechsten Rang 1992/93 qualifizierte sich der Verein für den UEFA-Pokal. In der zweiten Runde besiegten die Karlsruher nach einem 1:3 im Hinspiel den FC Valencia mit 7:0. Dieses Spiel wurde im Nachhinein als Wunder vom Wildpark bezeichnet. Außerdem warf der KSC die renommierten Clubs PSV Eindhoven, Boavista Porto und Girondins Bordeaux aus dem Wettbewerb und zog ins Halbfinale ein. Dort schieden die Karlsruher knapp gegen den SV Austria Salzburg nach zwei Unentschieden (0:0 und 1:1) aufgrund der Auswärtstorregel aus. Zur Saison 1994/95 verpflichtete der KSC für eine klubinterne Rekordsumme den Weltmeister Thomas Häßler von der AS Rom. Daraufhin nahm der Verein 1996/97 (infolge des Gewinns des UEFA Intertoto Cups) und 1997/98 zwei weitere Male am UEFA-Pokal teil und erreichte das Finale im DFB-Pokal 1996, das mit 0:1 gegen den 1. FC Kaiserslautern verloren ging.
Mit der Saison 1997/98 begann eine unerwartete sportliche Talfahrt des Karlsruher SC. Der Verein schied im Achtelfinale des UEFA-Pokals gegen Spartak Moskau aus und im Verlauf der Meisterschaftsrunde zeigte sich, dass man die Abgänge von Leistungsträgern der Vorjahre wie Jens Nowotny (1996 zu Bayer Leverkusen), Thorsten Fink und Michael Tarnat (beide 1997 zu Bayern München) nicht kompensiert hatte, die Neuzugänge Alex Nyarko, Gunther Schepens und David Zitelli erwiesen sich als Fehleinkäufe. So fand sich der KSC in der unteren Tabellenhälfte der Bundesliga wieder und Winfried Schäfer wurde im März 1998 nach zwölf Jahren im Amt entlassen. Die Karlsruher stiegen am Ende der Spielzeit nach elf Jahren aus der Bundesliga ab.

#### Absturz in die Regionalliga, drohende Insolvenz und Wiederaufstieg (1998–2003)
| Absturz und Wiederaufstieg des KSC |       |             |
| Saison | Platz | ø Zuschauer |
| 1998/99 | 5.    | 16.082      |
| 1999/00 | 17.*  | 10.591      |
| 2000/01 | 1.    | 10.285      |
| 2001/02 | 13.   | 11.789      |
| 2002/03 | 13.   | 11.465      |
| hellgrau: Spielzeiten in der 2. Bundesliga; dunkelgrau: Spielzeit in der Regionalliga Süd *offizielle Platzierung aufgrund des Zwangsabstiegs von TB Berlin |       |             |

Das angestrebte Ziel, postwendend wieder in die Bundesliga zurückzukehren, geriet durch einen Fehlstart mit vier Niederlagen aus fünf Begegnungen gleich zu Beginn der Zweitligasaison 1998/99 in Gefahr. Nachdem die Vereinsführung sich gezwungen sah, Trainer Jörg Berger zu entlassen, schien der KSC unter Nachfolger Rainer Ulrich wieder in die Erfolgsspur zurückzukehren, der angestrebte Wiederaufstieg wurde am Saisonende jedoch knapp verpasst.
Mit der darauffolgenden Saison 1999/2000 begannen turbulente Jahre für den Verein. Geld, das man zuvor mit vollen Händen ausgegeben hatte, war nun nicht mehr vorhanden; der Versuch, mit einem kleineren Budget einen leistungsfähigen Spielerkader zusammenzustellen, misslang völlig: Der KSC belegte am Ende der Spielzeit abgeschlagen den letzten Tabellenplatz und stieg in die Regionalliga ab. Den Gang in die Drittklassigkeit, den der Verein erstmals in seiner Geschichte antreten musste, konnte auch der nach dem ersten Saisondrittel verpflichtete Trainer Joachim Löw nicht verhindern. Der Aufenthalt in der Regionalliga blieb jedoch nur eine kurze Episode in der Vereinschronik, nach einem kompletten Neuaufbau der Mannschaft gelang unter Trainer Stefan Kuntz die sofortige Rückkehr in die 2. Bundesliga.

Das 1998 im Rahmen des Zukunftskonzeptes „KSC 2000“ eingeführte Logo, 2004 kehrte der KSC zum alten Wappen zurück

Bedrohlicher als die sportliche Talfahrt der ersten Fußballmannschaft sollte sich für den Verein seine finanzielle Situation erweisen. Obwohl der KSC in den 1990er Jahren durch Transfers von Stars wie Mehmet Scholl (ca. 6,5 Millionen DM) und Oliver Kahn (5 Millionen DM) große Summen eingenommen hatte, stand durch Missmanagement der finanzielle Kollaps kurz bevor. Fehlende Weitsicht und eine unglückliche Hand bei Spielereinkäufen für die Fußballmannschaft, kostspielige Investitionen (Neubau der Haupttribüne) und Imagekampagnen wie z. B. das von aufwendigen Werbemaßnahmen begleitete Zukunftskonzept „KSC 2000“ oder die Verpflichtung von Heike Drechsler für die Leichtathletikabteilung hatten den Karlsruher SC an den Rand des Ruins gebracht. Dies bedeutete im Jahr 2000 auch das Ende der Ära Roland Schmider, der, ins Kreuzfeuer der Kritik geraten, nach 26 Jahren im Amt des Vereinspräsidenten zum 30. Juni 2000 zurücktrat. Die drohende Insolvenz des Vereins konnte 2002 erst durch den Übergangspräsidenten und ehemaligen Oberbürgermeister von Karlsruhe, Gerhard Seiler, abgewendet werden. Nachfolger von Seiler wurde Präsident Hubert H. Raase, der bis September 2009 amtierte.

#### Zweitligaabstiegskampf und Erstligahöhenflug (2003–2009)
| Rückkehr in die Bundesliga und erneuter Abstieg                                       |       |             |
| Saison                                                                                | Platz | ø Zuschauer |
| 2003/04                                                                               | 14.   | 12.441      |
| 2004/05                                                                               | 11.   | 13.465      |
| 2005/06                                                                               | 6.    | 17.102      |
| 2006/07                                                                               | 1.    | 24.694      |
| 2007/08                                                                               | 11.   | 28.840      |
| 2008/09                                                                               | 17.   | 28.062      |
| hellgrau: Spielzeiten in der Bundesliga; dunkelgrau: Spielzeiten in der 2. Bundesliga |       |             |

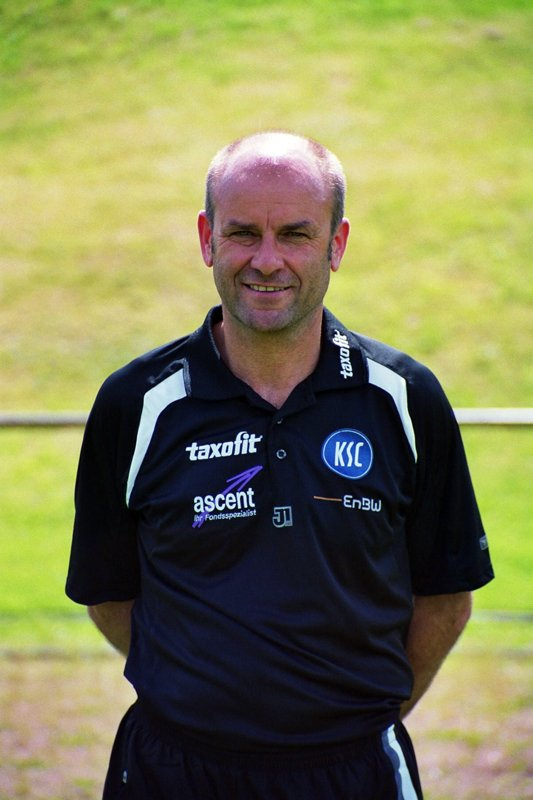
Edmund Becker führte den KSC als Cheftrainer 2007 zurück in die Bundesliga

Sportlich gesehen hatte der Verein nach der Rückkehr in die 2. Bundesliga zunächst Mühe, die Klasse zu halten. In der Saison 2003/04 entging der KSC dem Abstieg erst durch einen Sieg am letzten Spieltag, in der darauf folgenden Spielrunde lag die Mannschaft zur Winterpause auf Tabellenplatz 17. Die Vereinsführung beurlaubte Trainer Lorenz-Günther Köstner, und nach der kuriosen Verpflichtung und Wiederentlassung von Reinhold Fanz innerhalb von nur sieben Tagen übernahm im Januar 2005 mit Edmund Becker der bisherige Betreuer der zweiten Mannschaft das Traineramt bei den Profis. In der Rückrunde wurde der Klassenerhalt erst durch einen Schlussspurt mit vier Siegen sichergestellt. Die mit Beckers Amtsübernahme begonnene positive sportliche Entwicklung der Mannschaft (Platz 6 der Rückrundentabelle) setzte sich in der Folgezeit weiter fort. Der KSC spielte in der Saison 2005/06 erstmals seit Jahren wieder um den Aufstieg in die Bundesliga mit und schloss die Spielzeit mit dem 6. Tabellenrang ab. In der Saison 2006/07 stand der KSC vom ersten bis zum letzten Spieltag auf einem Aufstiegsplatz, sicherte sich drei Runden vor Saisonende die Meisterschaft in der 2. Bundesliga und stieg nach neunjähriger Abstinenz wieder in die oberste Spielklasse auf. Dieser sportliche Erfolg gelang trotz der geringen Mittel, die seit der abgewendeten Insolvenz durch den von der Vereinsführung verfügten Sparkurs zur Verfügung standen.
Auch im Vorfeld der Bundesliga-Saison 2007/08 erlaubte sich der Karlsruher SC finanziell keine großen Sprünge. Trotz des kleinsten Etats aller Bundesligisten gelang es, mit Tamás Hajnal einen Ersatz für den nach Dortmund gewechselten Spielmacher Giovanni Federico zu finden und die Mannschaft mit weiteren Spielern qualitativ zu verstärken. Der KSC hatte mit dem zweiten Platz nach neun Spieltagen den erfolgreichsten Saisonstart seiner Bundesligageschichte und konnte die Hinrunde mit 28 Punkten auf dem 6. Rang abschließen. Zum Ende der Spielzeit rutschte der Club als zweitschlechteste Rückrundenmannschaft zwar auf den 11. Tabellenplatz ab, blieb aber bester Aufsteiger, zumal für Hansa Rostock und MSV Duisburg der direkte Wiederabstieg folgte. In der Spielzeit 2008/09 galt der Karlsruher SC von Beginn an als Abstiegskandidat. Bis zur Winterpause erreichte der KSC lediglich 13 Punkte und stand auf dem 15. Tabellenplatz. In der Rückrunde vergaben die Badener beste Gelegenheiten, die Abstiegsplätze zu verlassen. Ein Grund hierfür war die eklatante Abschlussschwäche des Karlsruher Angriffs, und obwohl bis zum letzten Spieltag die theoretische Möglichkeit auf das Erreichen der Relegationsspiele bestand, stieg die Mannschaft als Vorletzter aus der Bundesliga ab.

#### Umbruch in Liga 2, Abstieg und sofortiger Wiederaufstieg (2009–2017)
| Umbruch in Liga 2, Abstieg und sofortiger Wiederaufstieg                         |       |             |
| Saison                                                                           | Platz | ø Zuschauer |
| 2009/10                                                                          | 10.   | 17.983      |
| 2010/11                                                                          | 15.   | 14.780      |
| 2011/12                                                                          | 16.   | 15.173      |
| 2012/13                                                                          | 1.    | 11.974      |
| 2013/14                                                                          | 5.    | 16.145      |
| 2014/15                                                                          | 3.    | 17.381      |
| 2015/16                                                                          | 7.    | 15.999      |
| 2016/17                                                                          | 18.   | 13.855      |
| dunkelgrau: Spielzeiten in der 2. Bundesliga, hellgrau: Spielzeit in der 3. Liga |       |             |

Der mittlerweile sechste Abstieg aus der höchsten Spielklasse hatte für den gesamten Verein einen schrittweisen, aber ebenso radikalen wie chaotischen Umbruch zur Folge. Zahlreiche Spieler verließen die Mannschaft, und aufgrund der weiterhin begrenzten Mittel startete der KSC mit schmalem Budget und kleinem Kader in die Saison 2009/10. Spieler, die weiterhin zu Erstligakonditionen bezahlt wurden, belasteten darüber hinaus stark den Etat des Zweitligisten. So verspekulierte sich Manager Rolf Dohmen etwa beim ursprünglich geliehenen Verteidiger Dino Drpić. Für den angestrebten gewinnträchtigen Verkauf nach Einlösen der Kaufoption fand sich kein Abnehmer, so dass der Verein dessen Erstligagehalt schultern musste. Die Vereinsführung setzte darüber hinaus zunächst weiter auf Edmund Becker, beendete aber bereits nach zwei sieglosen Spielen zu Saisonbeginn die Zusammenarbeit und gab anschließend die Verpflichtung von Markus Schupp als neuem Trainer bekannt. Präsident Hubert H. Raase wiederum kandidierte nach internen Streitigkeiten nicht mehr für eine weitere Amtszeit und wurde einige Wochen später nach einer emotionsgeladenen Mitgliederversammlung von Paul Metzger beerbt. Manager Rolf Dohmen, im Umfeld schon länger umstritten, wurde kurz vor der Winterpause, die der KSC nach einer durchwachsenen Vorrunde auf einem Mittelfeldplatz abschloss, nach neunjähriger Amtszeit beurlaubt. Dessen Nachfolge trat das Verwaltungsratsmitglied Arnold Trentl an, obgleich dieser niemals eine vergleichbare Funktion bekleidet hatte. Unter den Mitgliedern und innerhalb der Gremien des Vereines gab es derweil hitzig geführte Auseinandersetzungen zwischen Befürwortern und Gegnern des neuen Präsidiums um Paul Metzger, dessen Aktionen in der Öffentlichkeit selten souverän und seriös wahrgenommen wurden.
Die Spielzeit beendeten die Badener auf einem zehnten Tabellenplatz. Der Beginn der Saison 2010/11 wurde von den Finanzproblemen des Vereins überschattet. Nachdem Hauptsponsor EnBW sein Engagement nicht verlängert hatte, gestaltete sich die Suche nach einem Nachfolger als sehr langwierig, sodass die Trikots der Mannschaft erst zum zweiten Pflichtspiel der Saison einen neuen Sponsorennamen trugen. Aufgrund der angespannten finanziellen Situation – auch durch weiterhin gültige Erstligaverträge aus der Dohmen-Ära – verpflichtete man folglich keinerlei neue Feldspieler. Nur ein Jahr nach ihrer Wahl traten Präsident Metzger und Vizepräsident Arno Glesius bei der turnusmäßigen Mitgliederversammlung 2010 zurück, womit sie einer nahezu sicheren Abwahl zuvorkamen. Unter Interimspräsident Ingo Wellenreuther wurde nach einer Serie von 6 sieglosen Ligaspielen Trainer Markus Schupp entlassen, dem es auch in der neuen Spielzeit nicht gelungen war, eine erfolgreiche Mannschaft zu formen. Nachdem Wellenreuther in einer außerordentlichen Mitgliederversammlung zum regulären Präsidenten gewählt worden war, stellte er im November 2010 Uwe Rapolder bis Saisonende als Schupp-Nachfolger vor. Nur drei Monate später wurde Rapolder wieder freigestellt, was damit begründet wurde, dass Rapolder nach seinem letzten Spiel einem Zuschauer den Mittelfinger gezeigt habe. Unter dem ehemaligen KSC-Spieler Rainer Scharinger gelang schließlich der Klassenerhalt. Die Saison war, nicht zuletzt durch die Trainerwechsel bedingt, von zahlreichen Wechseln in der Aufstellung geprägt, wobei auch viele Spieler aus dem eigenen Nachwuchs eingesetzt wurden, zuletzt umfasste der Kader mehr als 40 Spieler.
Personell folgte ein weiterer Einschnitt. Außer dem des Winterzugangs Delron Buckley wurde keiner der zahlreichen auslaufenden Verträge verlängert, zudem die verbliebenen Erstligaverträge, beispielsweise von Marco Engelhardt, aufgelöst. Einem dutzend Zugänge standen siebzehn Abgänge entgegen. Auch die Position des Sportdirektors wurde abermals neu besetzt, der ehemalige Karlsruher Spieler Oliver Kreuzer kam vom SK Sturm Graz, um Arnold Trentl zu ersetzen. Innerhalb von zwei Jahren hatte der KSC somit drei Präsidenten, sechs Vizepräsidenten, drei Sportdirektoren und fünf Trainer (darunter Interimscoach Kauczinski) verschlissen und mit Ausnahme zweier Spieler seinen Kader komplett ausgetauscht. Nach zehn sieglosen Spielen in Folge wurde auch Rainer Scharinger wieder entlassen; abermals übernahm Kauczinski als Interimscoach. Im November 2011 wurde Jørn Andersen als neuer Cheftrainer vorgestellt. Nach 13 Pflichtspielen, von denen nur zwei gewonnen werden konnten, wurde Andersen im März 2012 wieder entlassen und durch Markus Kauczinski als Cheftrainer ersetzt. Kauczinski übernahm die Mannschaft als Tabellen-Siebzehnter – mit ihm sammelte sie in den verbleibenden sieben Spielen 13 Punkte und belegte am Ende der Zweitligasaison 2011/12 den 16. Platz. Der KSC musste daher in zwei Relegationsspielen gegen den Drittplatzierten der abgelaufenen Drittliga-Saison SSV Jahn Regensburg antreten und um den Klassenerhalt spielen. Nach dem 1:1 im Hinspiel in Regensburg endete das Rückspiel in Karlsruhe mit 2:2 ebenfalls unentschieden. Aufgrund der Auswärtstorregel musste der KSC damit in die Dritte Liga absteigen.
Der KSC startete denkbar schlecht in die Saison 2012/13 und befand sich mit drei Unentschieden und zwei Niederlagen nach fünf Spieltagen auf einem Abstiegsplatz. Im DFB-Pokal 2012/13 gelang dem Karlsruher SC in der 1. Runde mit einem 4:2-Sieg gegen den favorisierten Erstligisten Hamburger SV ein nicht für möglich gehaltener Sieg. Die Ergebnisse der Ligaspiele des KSC besserten sich im Anschluss, sodass die Mannschaft die Hinrunde auf dem fünften Tabellenplatz beendete. Im DFB-Pokal konnte in der 2. Runde der Zweitligist MSV Duisburg bezwungen werden, bis die Mannschaft im Achtelfinale durch eine knappe 0:1-Niederlage gegen den Erstligisten SC Freiburg ausschied. In der Liga blieb der KSC zwischenzeitlich 20 Spiele in Folge ungeschlagen. Der sofortige Wiederaufstieg wurde schon am vorletzten Spieltag perfekt gemacht, die Saison beendete der Karlsruher SC als Meister der Dritten Liga auf Platz 1.
Vor Beginn der Zweitligasaison 2013/14 wechselten Sportdirektor Oliver Kreuzer und Leistungsträger Hakan Çalhanoğlu zum Hamburger SV. Çalhanoğlu hatte schon ein Jahr zuvor einen Vertrag bei den Hamburgern unterschrieben, wurde jedoch für die Drittligasaison 2012/13 noch ein Jahr an den Karlsruher SC verliehen. Als Nachfolger Kreuzers wurde Jens Todt verpflichtet. Mit Trainer Markus Kauczinski konnte die Kontinuität auf der Trainerbank jedoch aufrechterhalten werden – der KSC schloss die Saison als Fünfter ab und hatte als Aufsteiger während der Spielzeit keinen Kontakt zu den Abstiegsrängen. Am Ende der folgenden Saison 2014/15 konnte sich der KSC sogar auf den dritten Platz verbessern und erreichte damit die Relegationsspiele um den Aufstieg in die Bundesliga, in der man auf den Hamburger SV traf. Das Hinspiel in Hamburg endete 1:1, im Rückspiel unterlag der KSC mit 1:2 nach Verlängerung. Damit spielte die Mannschaft auch in der Saison 2015/16 in der 2. Fußball-Bundesliga. Der verpasste Erstliga-Aufstieg wirkte während der gesamten Hinrunde (Tabellenplatz 14) noch nach. Während die Spieler mit Motivationsproblemen zu kämpfen hatten, entstand durch Kauczinskis Ankündigung, seinen zum Saisonende auslaufenden Vertrag nicht verlängern zu wollen, weitere Unsicherheit im Umfeld des Vereins. Mit Tomas Oral konnte erst zwei Monate vor Saisonende ein neuer Trainer für die neue Spielzeit vorgestellt werden. Die Rückrundenergebnisse konnte die Mannschaft positiver gestalten und schloss die Saison auf dem 7. Platz ab. Nach dem Abgang einiger Stammkräfte begann die Saison 2016/17 für den Karlsruher SC unter dem neuen Trainer Oral ernüchternd. Die Hinrunde wurde mit nur 14 Punkten auf Rang 15 beendet, Sportdirektor Todt und Trainer Oral wurden noch während der Hinrunde freigestellt. Als Todts Nachfolger kehrte Oliver Kreuzer zum KSC zurück und konnte die Verpflichtung von Mirko Slomka als neuen Trainer für die Rückrunde bekanntgeben. Doch auch Slomka gelang es nicht, die Wende herbeizuführen und so wurde er am 4. April 2017 wieder entlassen. Marc-Patrick Meister übernahm den Posten als Cheftrainer.

#### Gegenwart (seit 2017)
| Abstieg in die 3. Liga, Relegation und Wiederaufstieg                            |       |             |
| Saison                                                                           | Platz | ø Zuschauer |
| 2017/18                                                                          | 3.    | 11.672      |
| 2018/19                                                                          | 2.    | 13.091      |
| 2019/20                                                                          | 15.   | 13.158      |
| 2020/21                                                                          | 6.    | .00168      |
| 2021/22                                                                          | 12.   |             |
| 2022/23                                                                          | 7.    | 18.808      |
| 2023/24                                                                          | 5.    | 27.018      |
| 2024/25                                                                          | 8.    | 29.494      |
| dunkelgrau: Spielzeiten in der 2. Bundesliga, hellgrau: Spielzeit in der 3. Liga |       |             |

Am 31. Spieltag der Saison 2016/17 stand der KSC als Absteiger der Zweiten Liga fest. Der Vertrag mit Trainer Marc-Patrick Meister wurde dennoch bis 2019 verlängert. Nachdem der KSC in der 3. Liga nach sechs Spielen nur fünf Punkte gesammelt hatte, wurde Meister am 20. August 2017 von seiner Position als Cheftrainer freigestellt. Nachdem die Mannschaft interimsweise durch die beiden Co-Trainer Christian Eichner und Zlatan Bajramović für einen Spieltag betreut wurde, unterschrieb Alois Schwartz am 29. August 2017 einen bis zum 30. Juni 2019 datierten Vertrag als neuer Cheftrainer.
Schwartz gelang es sehr schnell, die nach dem Abstieg neu formierte und verunsicherte Mannschaft zu stabilisieren. Nach einer langen Serie positiver Ergebnisse überbot der KSC am 31. März 2018 mit dem 21. Spiel in Folge ohne Niederlage seinen eigenen Drittliga-Rekord. Die Saison 2017/18 konnte so noch auf dem dritten Tabellenplatz beendet werden, der zur Teilnahme an den Relegationsspielen gegen FC Erzgebirge Aue als drittletztem Team der 2. Bundesliga berechtigte. Das Hinspiel in Karlsruhe endete torlos, im Rückspiel in Aue unterlag der KSC mit 1:3 und blieb damit in der 3. Liga.

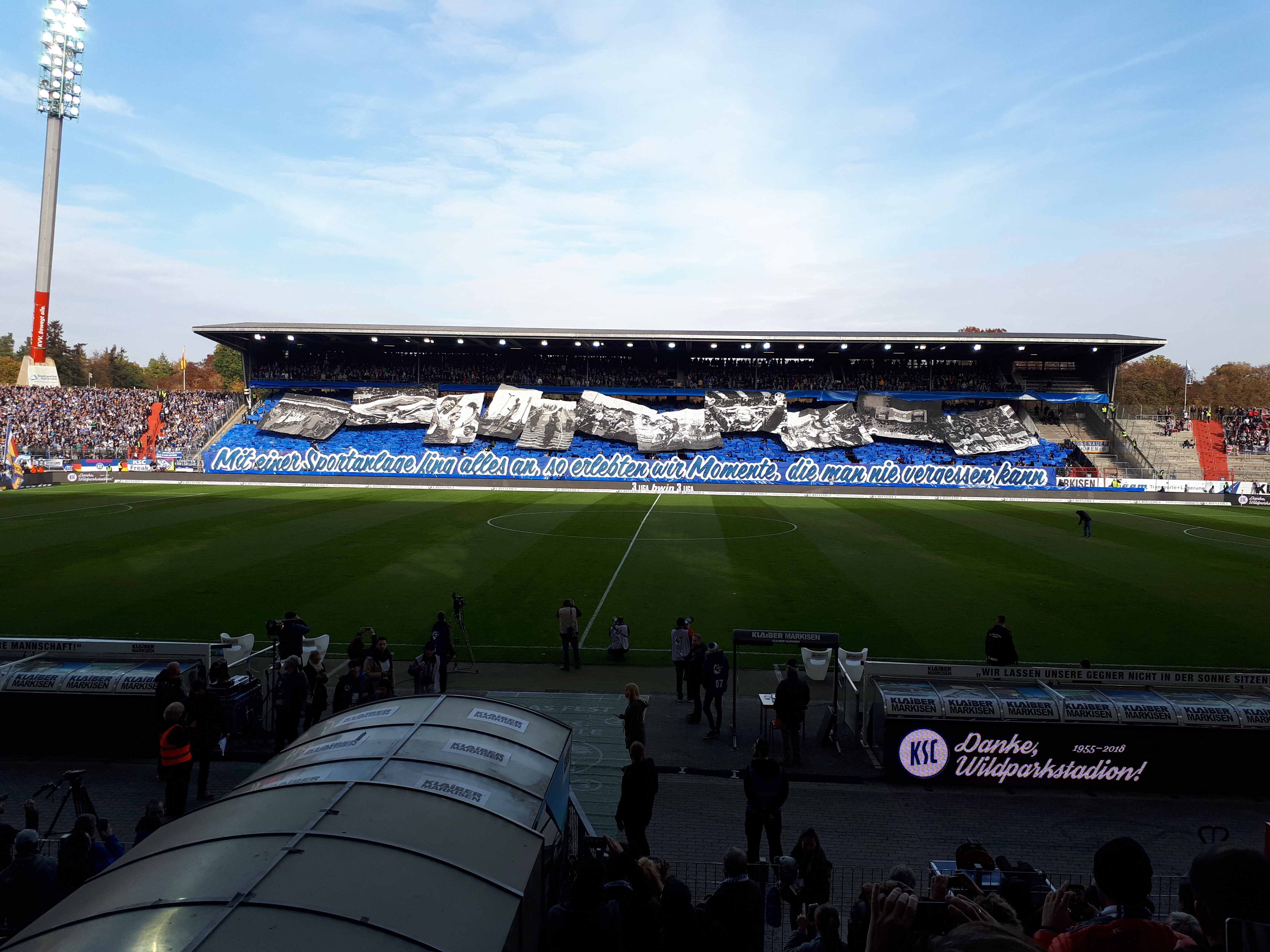
Choreo der Karlsruher Fans beim Abschiedsspiel gegen die Würzburger Kickers am 3. November 2018

Im Oktober 2018 gab der Verein die Entscheidung des städtischen Gemeinderates bekannt, einen Stadionneubau zu bewilligen. Für den 3. November desselben Jahres wurde mit dem Spiel gegen die Würzburger Kickers ein „Abschiedsspiel“ nach dem Motto Danke, Wildparkstadion! 1955–2018 angekündigt. Zwei Tage später wurde mit den Abrissarbeiten der Zuschauerblöcke A1 bis A4 begonnen. Nach einem durchwachsenen Saisonstart 2018/19 sicherte sich der KSC am 19. Spieltag die Herbstmeisterschaft. In der Rückrunde stand der Verein, mit Ausnahme des 31. Spieltag, durchgehend auf dem 2. Tabellenplatz. Am 11. Mai 2019 stand nach zweijähriger Abstinenz der Wiederaufstieg in die 2. Fußball-Bundesliga nach einem 4:1-Sieg bei Preußen Münster fest.
Noch vor Beginn der neuen Saison wurde auf einer außerordentlichen Mitgliederversammlung mit einem positiven Prozentsatz von 88,2 % für eine Ausgliederung des wirtschaftlichen Geschäftsbetriebs – inklusive der Profimannschaft sowie der A- und B-Jugend – in die Karlsruher SC GmbH & Co. KGaA gestimmt.
In die 2. Liga-Saison 2019/20 startete der KSC zwar mit zwei Siegen und der Tabellenführung am 2. Spieltag, rutschte aber um den Jahreswechsel bis auf Platz 17 ab und trennte sich deshalb am 3. Februar 2020 von Trainer Schwartz. Der vorherige Co-Trainer Christian Eichner übernahm daraufhin die Mannschaft. Während der zwangsweisen Saisonpause aufgrund der COVID-19-Pandemie in Deutschland teilte der KSC Mitte März 2020 mit, als erste Kapitalgesellschaft im deutschen Profifußball ohne Börsennotierung eine Beteiligung am Verein in Form von Aktien zu planen; so sollte eine drohende Insolvenz abgewandt und die KGaA saniert werden.
Am 15. Mai 2020 gab der Verein bekannt, die drohende Insolvenz der KGaA zunächst abgewandt zu haben, nachdem mit den Hauptgläubigern Michael Kölmel und Günter Pilarsky Vergleichs- und Abgeltungsvereinbarungen getroffen worden waren. Zusätzlich soll das „Bündnis KSC“, ein Zusammenschluss neun regionaler Unternehmen und Unternehmer, im Rahmen einer Kapitalerhöhung Aktien im Wert von 6 Mio. Euro zeichnen. Eine Bedingung des Bündnisses war bereits einen Tag zuvor erfüllt worden, als der Präsident des e. V., Ingo Wellenreuther, zurücktrat. Durch die Vergleiche sowie den Einstieg des Bündnisses konnte eine Entschuldungswirkung von rund 20 Mio. Euro erwirkt werden, um die Gesamtschulden der KGaA auf rund 10 Mio. Euro reduzieren.
Auch in sportlicher Hinsicht konnte sich der KSC nach der Wiederaufnahme des Spielbetriebs während der COVID-19-Pandemie konsolidieren. Am letzten Spieltag konnte nach einem 2:1-Sieg gegen die SpVgg Greuther Fürth der direkte Klassenerhalt gefeiert werden, nachdem zuvor unter anderem das prestigeträchtige Derby gegen den VfB Stuttgart ebenfalls mit 2:1 gewonnen worden war. Am 16. August 2020 vermeldete der Karlsruher SC 10.000 Mitglieder und erreichte somit das erste Mal in der Vereinsgeschichte eine fünfstellige Mitgliederzahl.
Nach einer Saison im Abstiegskampf konnte man in der kommenden Saisons durch Transfers wie u. a. Jerôme Gondorf oder Philip Heise ins gesicherte Mittelfeld im Unterhaus gelangen. Jedoch verließen auch „Altstars“, wie Benjamin Uphoff, Änis Ben-Hatira, Anton Fink oder Damian Roßbach den Verein. Man beendete die Saison 2020/21, die zweite Saison im Unterhaus seit dem Wiederaufstieg, auf Platz 6 mit 52 Punkten. Topscorer war Philipp Hofmann mit 20 Scorern (13 Tore + 7 Vorlagen).
Die kommende Saison verlief zwar etwas schwächer als die vorherige Saison, jedoch konnte man die Saison mit neun Punkten Vorsprung vor dem Relegationsplatz auf Platz 12 im gesicherten Mittelfeld abschließen. Den Großteil der Saison verbrachte man in der oberen Tabellenhälfte, jedoch ging dem KSC zum Ende der Saison etwas die Puste aus und man konnte keins der letzten sechs Spielen mehr gewinnen. Die Topscorer waren erneut Philipp Hofmann (19 Tore + 4 Vorlagen wettbewerbsübergreifend) und Marvin Wanitzek (9 Tore + 10 Vorlagen). Am 19. Mai 2022 wurde der Vertrag mit Geschäftsführer Michael Becker langfristig bis 2026 verlängert. Im DFB-Pokal konnte der KSC bis ins Viertelfinale einziehen. Nachdem man bis auf den Weg die Sportfreunde Lotte, Bayer 04 Leverkusen und den TSV 1860 München schlagen konnte, verlor man im Viertelfinale nach einer 2:0-Führung und einer strittigen gelb-roten Karte gegen Christoph Kobald im Elfmeterschießen gegen den Hamburger SV.
Zur Saison 2022/23 verlor man den Toptorschützen Philipp Hofmann an den VfL Bochum und Robin Bormuth an den SC Paderborn. Als neuer Abwehrchef wurde Marcel Franke ablösefrei von Hannover 96 verpflichtet. Nach zwei Auftaktniederlagen mit teilweise desolater Leistung stellte Cheftrainer Christian Eichner das Spielsystem auf ein 4-4-2 Raute um. Dennoch gestaltete sich die Hinrunde schwierig – u. a. weil einige Neuzugänge, wie Kelvin Arase oder Lucas Cueto nicht mehr in das neue Spielsystem passten und es zudem während der Hinrunde zu einer Verletzungskrise in der Innenverteidigung kam. Nachdem man die Hinrunde mit einem Punkt Vorsprung auf einen direkten Abstiegsplatz auf Platz 13 beendete, steigerte sich die Elf von Eichner in der Rückrunde deutlich. Allenvoran Mikkel Kaufmann konnte sich nach Eingewöhnungsschwierigkeiten steigern, erzielte in der Rückrunde acht von seinen insgesamt zehn Saisontoren und verhalf so dem KSC zum siebten Platz in der Abschlusstabelle. Zur Saisonhälfte wurde zudem der Georgier Budu Zivzivadze (Transkription Budu Siwsiwadse) vom ungarischen Erstligisten Fehérvar FC verpflichtet. Am Ende der Saison beendete die Karlsruher Vereinslegende Daniel Gordon seine Karriere und stand bei seinem letzten Spiel im Südwestderby gegen den 1. FC Kaiserslautern auf dem Platz. Im DFB-Pokal schied man in der zweiten Runde erneut nach Elfmeterschießen gegen den SV Sandhausen aus.
Jedoch gab es während dem versöhnlichen Abschluss der Saison noch eine unerfreuliche Anekdote: Oliver Kreuzer wurde nach 6,5 Jahren nach dem Unentschieden gegen Eintracht Braunschweig als Geschäftsführer abberufen. Kreuzer selbst erfuhr diese Nachricht per Mail, obwohl man eigentlich intern ein Gespräch zwischen den Verantwortlichen und Kreuzer selbst vereinbaren wollte. Der KSC entschuldigte sich bei Kreuzer für dieses Missgeschick. Als Ersatz für Kreuzer wurde eine Taskforce installiert, welche sich um die Transfers kümmern sollte.
Zur Saison 2023/24 kehrte Lars Stindl nach mehr als 10 Jahren zu den Badenern zurück. Ebenfalls konnte Paul Nebel für eine weitere Saison am Adenauerring spielen, denn die Leihe wurde um ein weiteres Jahr verlängert. Dennoch verließen Leistungsträger wie das Eigengewächs Tim Breithaupt (FC Augsburg) oder der langjährige Stammtorhüter Marius Gersbeck (Hertha BSC) den Verein. Wie auch schon im Vorjahr gestaltete sich die Hinrunde als eher schwierig. Die Mannschaft zeigte deutliche Leistungsschwankungen. Man beendete deshalb die Hinrunde auf Platz 13, jedoch konnte sich die Mannschaft, wie auch schon im Vorjahr, deutlich in der Rückrunde steigern und man beendete die Saison auf einem starken fünften Platz – das beste Ergebnis im Unterhaus seit der Saison 2014/15. Zudem holte man in der Saison mit einem 7:0-Kantersieg gegen den 1. FC Magdeburg einen der höchsten Siege der Zweitligahistorie. Im DFB-Pokal schied der KSC bereits in der ersten Runde gegen den späteren Halbfinalisten aus Saarbrücken aus.
Ab der Saison 2024/25 bahnte sich für die Badener ein Umbruch ein. Spieler wie Lars Stindl, Kapitän Jerôme Gondorf, Daniel Brosinski oder Marco Thiede beendeten entweder ihre Karriere oder ihr Vertrag wurde nicht verlängert. Es wurden jüngere Spieler für den Umbruch, wie z. B. David Herold, Robin Heußer oder Bambasé Conté verpflichtet. Die Hinrunde konnte als Erfolg gewertet werden, man beendete die Hinrunde hinter dem 1. FC Köln auf Platz zwei. In der Wintertransferphase 2025 verließ der Top-Torschütze und Publikumsliebling Budu Zivzivadze (12 Saisontore in 17 Spielen) zur Verärgerung von Teilen der Fangemeinschaft den Verein und wechselte in die Bundesliga zum 1. FC Heidenheim. Als Ersatz für den Georgier wurde Mikkel Kaufmann, welcher bereits in der Saison 2022/23 beim Verein war, von Heidenheim ausgeliehen. Jedoch konnte der Däne (Stand 18. April 2025) nicht an seine vorige Leistung anknüpfen. Ohne Zivzivadze rutschte die Mannschaft in der Rückrunde rund um ihren seit dieser Saison neuen Kapitän Marvin Wanitzek aus den Aufstiegsrängen.
Am 21. April 2025 gab der KSC bekannt, dass man den bis zum 31. August auslaufenden Vertrag mit dem „Bereichsleiter Profis“ Sebastian Freis nicht verlängern wird und er bis zu dem Zeitpunkt von seinen Aufgaben freigestellt wird. Als Nachfolger übernimmt der Ex-Kapitän der Badener, Mario Eggimann, federführend die Kaderplanung. Am 16. Mai 2025 gab der KSC den Abgang von sieben Spielern bekannt, darunter Leon Jensen und Robin Bormuth.

## Erste Fußballmannschaft

### Erfolge und Bilanzen
Als größten Erfolg kann der Karlsruher SC auf zwei Pokalsiege (1955 und 1956) zurückblicken; der Vorgängerverein FC Phönix gewann 1909 den deutschen Meistertitel.

#### Meisterschaften
- National
  - Deutscher Meister: 1909 (als Karlsruher FC Phönix)
  - Deutscher Vizemeister: 1956
  - Meister der 2. Bundesliga: 1975, 1984, 2007
  - Meister der 3. Liga: 2013
- Regional
  - Süddeutscher Meister: 1909, 1956, 1958, 1960, 1975
  - Meister der Regionalliga Süd: 1969 (II), 2001 (III)

#### Pokalwettbewerbe
- International
  - UEFA-Pokal-Teilnahme: 1993/94 (Halbfinale), 1996/97, 1997/98 (jeweils Achtelfinale)
  - UI-Cup-Gewinner: 1996
- National
  - DFB-Pokalsieger: 1955, 1956
  - DFB-Pokal-Finalist: 1960, 1996
  - DFB-Hallenpokalsieger: 1995
- Regional
  - Süddeutscher Pokalsieger: 1960
  - Badischer-Pokal-Sieger: 1991, 1994, 1996, 2000, 2013, 2018, 2019

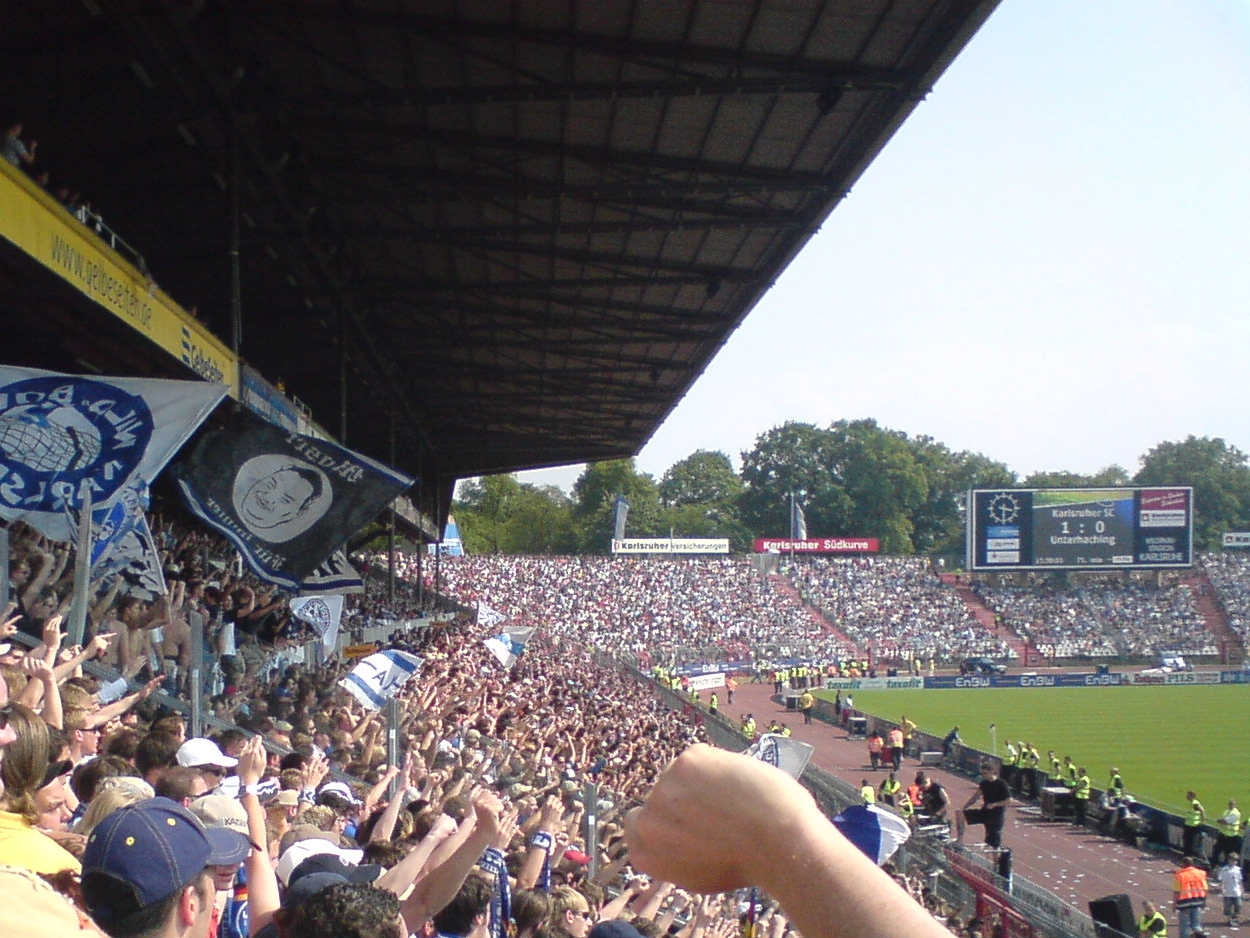
Entscheidendes Spiel zum Wiederaufstieg in die Bundesliga 2007 gegen die SpVgg Unterhaching

#### Oberligabilanz
Der FC Phönix war 1945 Gründungsmitglied der Oberliga Süd, stieg nach zwei Spielzeiten jedoch ab. Der andere Vorgängerverein des Karlsruher SC, der VfB Mühlburg, stieg 1947 in die seinerzeit höchste Spielklasse auf und konnte sich bis 1952 dort halten. Mit dem Zusammenschluss übernahm der KSC den Platz der Mühlburger und schloss fast alle Spielzeiten bis zur Gründung der Bundesliga in der oberen Tabellenhälfte ab (Ausnahmen: Platz 9 in den Saisons 1958/59 und 1961/62).
Insgesamt belegen die drei Vereine in der „Ewigen Tabelle“ der Oberliga Süd folgende Plätze:
- Karlsruher SC: Platz 11 (330 Spiele zwischen 1952 und 1963, 401:259 Punkte)
- VfB Mühlburg: Platz 19 (162 Spiele zwischen 1947 und 1952, 166:158 Punkte)
- FC Phönix: Platz 24 (68 Spiele zwischen 1945 und 1947, 42:94 Punkte)

Zusammengenommen waren die drei Vereine in der Geschichte der Oberliga Süd in allen Spielzeiten zwischen 1945 und 1963 vertreten und würden in der Summe Platz 5 belegen.

#### Ligabilanz
Der Karlsruher SC war 1963 Gründungsmitglied der Fußball-Bundesliga, nahm bisher an 24 Spielzeiten teil und belegt in der „Ewigen Tabelle“ der Bundesliga Rang 20 (953 Punkte) sowie Platz fünf der ewigen Tabelle der 2. Bundesliga (1401 Punkte in 27 Spielzeiten, Stand: nach der Saison 2023/24). Als bestes Ergebnis erreichte der KSC Platz sechs (1993, 1994 und 1997), sechsmal (1968, 1977, 1983, 1985, 1998 und 2009) stieg der Verein aus der Bundesliga ab, fünfmal (1975, 1980, 1984, 1987 und 2007) gelang die Rückkehr ins Fußball-Oberhaus.

### Ehemalige Spieler und Trainer
→ Detaillierte Informationen siehe Bekannte ehemalige Spieler bzw. Trainer seit 1952 sowie Liste der Spieler des Karlsruher SC.
Zwölf Spieler trugen bis heute während ihrer Zeit beim Karlsruher SC bzw. KFC Phönix das Trikot der deutschen Fußballnationalmannschaft. Zudem spielte der Karlsruher Kurt Sommerlatt beim olympischen Fußballturnier 1952 für Deutschland; für diese Spiele wurde aber nur eine Amateurnationalmannschaft gestellt. In den Reihen des Karlsruher SC standen außerdem zahlreiche Spieler, die ihre Länderspiele entweder vor ihrer Zeit beim KSC absolvierten (u. a. Cieslarczyk, Kargus, Marx, Rolff, Buchwald) oder erst danach in die Nationalelf berufen wurden (Kahn, Scholl, Nowotny, Engelhardt, Fritz und zuletzt Stindl).
Als Winfried Schäfer im Sommer 1986 das Traineramt übernahm, hatte der Verein in den 34 Jahren seit der Fusion schon 24 Vorgänger auf diesem Posten erlebt. Die rund 17 Monate, die ein Trainer bis dato durchschnittlich für den Verein tätig war, sollte Schäfer um ein Vielfaches übertreffen. Seine fast 12 Jahre währende Amtszeit ist eine der längsten, die es bisher im deutschen Profifußball gab, und war für den KSC die erfolgreichste Zeit der jüngeren Vereinsgeschichte. Insgesamt waren bis zum heutigen Tag 37 verschiedene Trainer für die erste Mannschaft der Karlsruher verantwortlich gewesen. Nur 15 von ihnen erlebten eine komplette Spielzeit in dieser Position; zuletzt gelang dies Christian Eichner in der Saison 2020/21, Markus Kauczinski in der Saison 2012/13 und Edmund Becker in der Spielzeit 2008/09.

#### Trainerhistorie
- Okt. 1952 – Apr. 1953: Hans Hipp
- Mai 1953 – Juni 1953: Friedel Moser
- Juli 1953 – Juli 1956: Adolf Patek
- Juli 1956 – Juni 1959: Ludwig Janda
- Juli 1959 – Juni 1962: Eduard Frühwirth
- Juli 1962 – Jan. 1965: Kurt Sommerlatt
- Jan. 1965 – Okt. 1965: Helmut Schneider
- Okt. 1965 – Nov. 1966: Werner Roth
- Nov. 1966 – Okt. 1967: Paul Frantz
- Okt. 1967 – Feb. 1968: Georg Gawliczek
- Feb. 1968 – Feb. 1968: Herbert Widmayer
- Feb. 1968 – Juni 1968: Bernhard Termath
- Juli 1968 – Mai 1971: Kurt Baluses
- Mai 1971 – Juni 1973: Heinz Baas
- Juli 1973 – Juni 1977: Carl-Heinz Rühl
- Juli 1977 – Okt. 1977: Bernd Hoss
- Okt. 1977 – Apr. 1978: Rolf Schafstall
- Apr. 1978 – Juni 1978: Walter Baureis
- Juli 1978 – Nov. 1981: Manfred Krafft
- Nov. 1981 – Juni 1982: Max Merkel
- Juli 1982 – Jan. 1983: Horst Franz
- Feb. 1983 – Juni 1983: Lothar Strehlau
- Juli 1983 – März 1985: Werner Olk
- März 1985 – Apr. 1986: Lothar Buchmann
- Juli 1986 – März 1998: Winfried Schäfer
- März 1998 – Aug. 1998: Jörg Berger
- Aug. 1998 – Okt. 1999: Rainer Ulrich
- Okt. 1999 – Apr. 2000: Joachim Löw
- Juli 2000 – Okt. 2002: Stefan Kuntz
- Nov. 2002 – Dez. 2004: Lorenz-Günther Köstner
- Dez. 2004 – Jan. 2005: Reinhold Fanz
- Jan. 2005 – Aug. 2009: Edmund Becker
- Aug. 2009 – Sep. 2009: Markus Kauczinski
- Sep. 2009 – Okt. 2010: Markus Schupp
- Nov. 2010 – Nov. 2010: Markus Kauczinski
- Nov. 2010 – März 2011: Uwe Rapolder
- März 2011 – Okt. 2011: Rainer Scharinger
- Okt. 2011 – Nov. 2011: Markus Kauczinski
- Nov. 2011 – März 2012: Jørn Andersen
- März 2012 – Juni 2016: Markus Kauczinski
- Juli 2016 – Dez. 2016: Tomas Oral
- Dez. 2016 – Dez. 2016: Lukas Kwasniok
- Jan. 2017 – Apr. 2017: Mirko Slomka
- Apr. 2017 – Aug. 2017: Marc-Patrick Meister
- Aug. 2017 – Aug. 2017: Christian Eichner, Zlatan Bajramović
- Aug. 2017 – Feb. 2020: Alois Schwartz
- Feb. 2020 – 00000000: Christian Eichner

### Aktueller Kader 2025/26
- Stand: 7. August 2025[40]

| Nr.        | Nat.                    | Spieler                  | Geburtsdatum       | beim KSC seit | letzter Verein                |          |
| Torhüter   | Torhüter                | Torhüter                 | Torhüter           | Torhüter      | Torhüter                      | Torhüter |
| ---------- | ----------------------- | ------------------------ | ------------------ | ------------- | ----------------------------- | -------- |
| 01         | Danemark                | Hans Christian Bernat    | 13. November 2000  | 2025          | Botew Plowdiw                 |          |
| 18         | Deutschland             | Aki Koch                 | 18. März 2004      | 2024          | 1. FSV Mainz 05 II            |          |
| 30         | Deutschland             | Robin Himmelmann         | 5. Februar 1989    | 2024          | 1. FC Kaiserslautern          |          |
| Abwehr     |                         |                          |                    |               |                               |          |
| 02         | Deutschland             | Sebastian Jung           | 22. Juni 1990      | 2020          | Hannover 96                   |          |
| 04         | Deutschland             | Marcel Beifus            | 27. Oktober 2002   | 2023          | FC St. Pauli                  |          |
| 06         | Deutschland             | Nicolai Rapp             | 13. Dezember 1996  | 2024          | Werder Bremen                 |          |
| 15         | Deutschland             | Paul Scholl              | 23. Juli 2006      | 2025          | FC Bayern München II          |          |
| 20         | Deutschland             | David Herold             | 20. Februar 2003   | 2023          | FC Bayern München II          |          |
| 22         | Osterreich              | Christoph Kobald         | 18. August 1997    | 2018          | SC Wiener Neustadt            |          |
| 28         | Deutschland             | Marcel Franke            | 5. April 1993      | 2022          | Hannover 96                   |          |
| 29         | Deutschland             | Niclas Dühring           | 15. Januar 2004    | 2025          | FC Ingolstadt 04              |          |
| 36         | Deutschland             | Rafael Pinto Pedrosa U19 | 30. September 2007 | 2017          | SV Kickers Pforzheim [Jugend] |          |
| Mittelfeld |                         |                          |                    |               |                               |          |
| 07         | Bosnien und Herzegowina | Dženis Burnić            | 22. Mai 1998       | 2023          | 1. FC Heidenheim              |          |
| 08         | Schweiz                 | Noah Rupp                | 13. August 2003    | 2024          | FC Luzern                     |          |
| 10         | Deutschland             | Marvin Wanitzek          | 7. Mai 1993        | 2017          | VfB Stuttgart II              |          |
| 16         | Deutschland             | Andreas Müller           | 20. Juli 2000      | 2025          | SV Darmstadt 98               |          |
| 21         | Deutschland             | Meiko Wäschenbach        | 13. Januar 2004    | 2025          | 1. FC Köln                    |          |
| 25         | Deutschland             | Lilian Egloff            | 20. August 2002    | 2024          | VfB Stuttgart                 |          |
| 34         | Deutschland             | Mateo Kritzer            | 7. März 2006       | 2015          | FC Obergrombach [Jugend]      |          |
| 35         | Serbien                 | Robert GellerII          | 5. Januar 2004     | 2024          | VfB Stuttgart II              |          |
| 38         | Turkei                  | Efe-Kaan Sihlaroğlu      | 8. Juli 2005       | 2016          | 1. FC Kaiserslautern [Jugend] |          |
| Sturm      |                         |                          |                    |               |                               |          |
| 09         | Kroatien                | Roko Šimić               | 10. September 2003 | 2025          | Cardiff City                  |          |
| 19         | Tunesien                | Louey Ben Farhat         | 19. Juli 2006      | 2022          | Stuttgarter Kickers [Jugend]  |          |
| 24         | Deutschland             | Fabian Schleusener       | 24. Oktober 1991   | 2021          | 1. FC Nürnberg                |          |
| 27         | Turkei                  | Ali Eren Ersungur        | 22. November 2005  | 2022          | TSG 1899 Hoffenheim [Jugend]  |          |

#### Transfers Saison 2025/26
- Stand: 7. August 2025

| Zugänge               | Zugänge                         | Zugänge           |
| Name                  | Abgebender Verein               | Zeitpunkt         |
| --------------------- | ------------------------------- | ----------------- |
| Hans Christian Bernat | Botew Plowdiw                   | Sommerpause       |
| Niclas Dühring        | FC Ingolstadt 04                | Sommerpause       |
| Andreas Müller        | SV Darmstadt 98                 | Sommerpause       |
| Eren Öztürk           | VSG Altglienicke (Leihende)     | Sommerpause       |
| Noah Rupp             | Stade Lausanne-Ouchy (Leihende) | Sommerpause       |
| Paul Scholl           | FC Bayern München II (Leihe)    | Sommerpause       |
| Roko Šimić            | Cardiff City (Leihe)            | Sommerpause       |
| Abgänge               |                                 |                   |
| Name                  | Aufnehmender Verein             | Zeitpunkt         |
| Mustafe Abdullahu     | KF Tirana (Leihende)            | Sommerpause       |
| Benedikt Bauer        | SSV Jahn Regensburg             | Sommerpause       |
| Robin Bormuth         | 1. FC Saarbrücken               | Sommerpause       |
| Bambasé Conté         | TSG 1899 Hoffenheim (Leihende)  | Sommerpause       |
| Lasse Günther         | FC Augsburg (Leihende)          | Sommerpause       |
| Robin Heußer          | Eintracht Braunschweig          | Sommerpause       |
| Andrin Hunziker       | FC Basel (Leihende)             | Sommerpause       |
| Leon Jensen           | Hertha BSC                      | Sommerpause       |
| Mikkel Kaufmann       | 1. FC Heidenheim (Leihende)     | Sommerpause       |
| Luca Pfeiffer         | VfB Stuttgart (Leihende)        | Sommerpause       |
| Dominik Salz          | 1. CfR Pforzheim                | Sommerpause       |
| Max Weiß              | FC Burnley                      | Sommerpause       |
| Eren Öztürk           | 1. FC Lokomotive Leipzig        | nach Saisonbeginn |

#### Trainerstab 2025/26
- Stand: 1. Juli 2025[41]

| Name              | Position        | Geburtsdatum      |
| ----------------- | --------------- | ----------------- |
| Christian Eichner | Cheftrainer     | 24. November 1982 |
| Zlatan Bajramović | Co-Trainer      | 12. August 1979   |
| Sirus Motekallemi | Co-Trainer      | 19. Dezember 1988 |
| Markus Miller     | Torwarttrainer  | 8. April 1982     |
| Florian Böckler   | Athletiktrainer | 11. Juli 1988     |
| Wendelin Wäcker   | Rehatrainer     | 17. Oktober 1995  |

### Andere Saison

#### Kader in anderer Saison
- Hier[42] kann die Saison ausgewählt werden.

#### Transfers in anderer Saison
- Hier[43] kann die Saison ausgewählt werden.

### Sponsoren und Ausrüster
→ Detaillierte Informationen siehe Hauptsponsoren seit 1974
Seit 1974 trägt der Karlsruher SC den Schriftzug eines Hauptsponsors auf dem Trikot. Als erstes Unternehmen war dies bis 1978 die Karlsruher Lebensversicherungs-AG („Karlsruher Leben“), dem bisher elf weitere folgten (siehe Liste). Nachdem der Energieversorger EnBW sein Engagement als langjähriger Hauptsponsor des Karlsruher SC mit Ende der Saison 2009/10 auslaufen ließ, konnte nach langer Suche erst zwei Tage vor dem ersten Spieltag der neuen Saison ein Nachfolger präsentiert werden. Der aus dem Karlsruher Umland stammende Markisenhersteller Klaiber wurde zunächst für zwei Jahre Hauptsponsor, das Engagement hielt bis 2021 an. Im Mai 2021 wurde die Immobilienentwicklungsgesellschaft CG Elementum AG als neuer Hauptsponsor vorgestellt und im Juli 2024 von der SWEG abgelöst.
Ausrüster der KSC-Mannschaften war mit Beginn der Saison 2000/01 der Sportartikelhersteller JAKO; der zum Ende der Saison 2008/09 auslaufende Vertrag mit dem Hohenloher Unternehmen wurde jedoch nicht weiter verlängert. Nachfolger wurde der amerikanische Konkurrent Nike, der schon seit Sommer 2007 Schuhausrüster der Karlsruher war. Zu Beginn der Saison 2012/13 übernahm das dänische Unternehmen Hummel für drei Jahre die Ausrüstung des KSC. Ab 2015/16 wurde erneut JAKO Ausrüster. Der baden-württembergische Hersteller unterzeichnete einen Vertrag bis 2019 welcher nicht verlängert wurde. Stattdessen schloss der Verein mit dem italienischen Sportartikelhersteller Macron im Sommer 2019 einen für fünf Jahre gültigen Ausrüstervertrag.

## Weitere Fußballmannschaften

### KSC Amateure/Karlsruher SC II
Mit der Fusion 1952 wurden auch die Amateur- und Jugendabteilungen beider Vereine zusammengelegt. Die erste Spielzeit wurde von der ersten Mannschaft des FC Phönix (1. Amateurliga) noch regulär zu Ende gespielt, während die „Zweite“ des VfB Mühlburg (A-Klasse) nur noch außer Konkurrenz antrat. Zur Saison 1953/54 stellte die jetzt vereinte Amateurabteilung vier Mannschaften, wobei die erste Mannschaft mit dem ehemaligen Mühlburger Spieler Georg Seeburger als Trainer den Platz des FC Phönix in der 1. Amateurliga übernehmen und zunächst auch behaupten konnte. Ein Jahr später folgte jedoch der Abstieg, gleichzeitig wurde die Anzahl der Teams auf zwei reduziert.
In der 2. Amateurliga belegte man zwar meist vordere Plätze, verblieb jedoch noch einige Jahre in dieser Klasse. 1961 gelang der Aufstieg in die höchste Amateurklasse, wo man sich bis zur Staffelneuordnung 1978 nicht nur halten konnte, sondern 1965 auch die Meisterschaft gewann. Für die zur Saison 1978/79 neu gebildete Amateur-Oberliga Baden-Württemberg qualifizierte sich der KSC aufgrund der Ergebnisse der Vorjahre jedoch nicht, und nach der ersten Spielzeit in der Verbandsliga Baden stieg man auch noch in die Landesliga Baden ab, woraufhin im Jahr 1981 jedoch der sofortige Wiederaufstieg gelang. 1983 kehrte man für zwei Jahre in die höchste Amateurklasse zurück; zu dieser Zeit standen mit Oliver Kreuzer und Rainer Schütterle zwei Spieler in den Reihen der Mannschaft, später sehr erfolgreiche Profis wurden. Nach dem Abstieg in die Verbandsliga trat der ehemalige KSC-Profi Rolf Kahn das Traineramt bei den Amateuren an und setzte die Talentförderung als Prämisse für die Amateurabteilung; das Durchschnittsalter der Mannschaft sank zwischenzeitlich auf 19 Jahre. Zwar ließ die Rückkehr in die Oberliga bis 1989 auf sich warten, dafür schafften in dieser Zeit mehrere junge Spieler aus den Reihen des Teams den Sprung ins Profilager, darunter z. B. Michael Sternkopf. Als Aufsteiger wurde man in der Saison 1989/90 überraschend Meister der Oberliga Baden-Württemberg, nach dem Weggang einiger Leistungsträger folgte aber schon drei Jahre später der erneute Gang in die Verbandsliga.
1994 löste die Regionalliga die Oberliga als „Überbau“ des Amateurspielbetriebs ab und 1996 gelang den KSC-Amateuren die Rückkehr in die höchste Spielklasse. Durch den Abstieg der Profimannschaft im Jahr 2000 musste die Mannschaft trotz eines 12. Platzes den Gang in die Oberliga antreten, aus der man erst 2005 wieder in die damals drittklassige Regionalliga Süd aufstieg. Das Nachwuchsteam der Profimannschaft, das mit Beschluss des DFB seit der Saison 2005/06 als Karlsruher SC II (U-23) bezeichnet wird, strebte mit der neuerlichen Umstrukturierung des deutschen Ligasystems zur Saison 2008/09 zwar die Qualifikation zur neu geschaffenen 3. Liga an, verfehlte in der vorangehenden maßgeblichen Spielzeit 2007/08 das Ziel allerdings deutlich und spielte fortan nur noch viertklassig. Weil die erste Mannschaft des KSC in der Zweitligaspielzeit 2011/12 den Klassenerhalt verfehlte, muss die zweite Mannschaft trotz Erreichen des fünften Platzes der Regionalliga in der Saison 2012/13 seitdem in der Oberliga Baden-Württemberg antreten. 2016 scheiterte man als Vierter mit 7 Punkten Rückstand auf Platz 2 knapp an der Teilnahme an der Relegation zur Regionalliga. Nach zwei verhaltenen Jahren, in denen der angestrebte Aufstieg deutlich verfehlt wurde, wurde die bereits stark dezimierte zweite Mannschaft aus finanziellen Gründen zum Ende der Oberliga-Saison 2017/18 aufgelöst.
Zur Saison 2019/20 wurde die Mannschaft auf Faninitiativen hin reaktiviert und startet in der Kreisklasse C und bestehst weitestgehend aus Anhängern des KSC. In der Saison 2021/22 stiegen sie als Meister der Kreisklasse C1 in die Kreisklasse B2 auf.
2023 wurde durch den Karlsruher SC eine Wiedereinführung der U-23 beschlossen. Diese startet ab der Saison 2024/25 als Karlsruher SC II in der Verbandsliga Baden. Aus der bisherigen zweiten Mannschaft wird im Zuge dessen die dritte Mannschaft bzw. die „KSC Amateure“. In der Premierensaison der Verbandsliga Baden holte man am letzten Spieltag die Meisterschaft und stieg in die Oberliga Baden-Württemberg auf.

### Juniorenmannschaften
Die Junioren stellen für die Altersklassen U-10 bis U-19-Mannschaften. Die A-Junioren (U-19) spielen in der höchsten Spielklasse, der A-Junioren-Bundesliga Süd/Südwest, die U-18-Junioren qualifizierten sich durch einen 7. Platz in der Regionalliga-Saison 2006/07 für die neu geschaffene U-18-Bundesliga. Auch die anderen Juniorenmannschaften sind in höherklassigen Spielstaffeln vertreten. In den 60er und 70er Jahren gab es noch bis zu sechs Mannschaften je Altersklasse, später beschränkte man sich bewusst auf maximal je zwei Teams. Seit 1964 besteht auf dem Gelände des Wildparkstadions ein Jugendheim, die Jugendlichen trainieren und spielen auf mehreren eigenen Plätzen.
Die Jugendarbeit spielte schon bei den beiden Vorgängervereinen des Karlsruher SC eine große Rolle. So wurde beim FC Phönix bereits 1902 durch Franz Klotz, dem Vater des späteren Karlsruher Oberbürgermeisters Günther Klotz, eine Jugendabteilung aus der Taufe gehoben, beim VfB Mühlburg wuchsen unter der Leitung von Fritz Herzer Anfang der 1930er einige Talente heran, die in den Jahren vor der Fusion das Gerüst der Mühlburger Erfolgsmannschaft bildeten. Die A-Jugend des VfB Mühlburg wurde ein Jahr vor dem Zusammenschluss süddeutscher Meister, dieselbe Altersklasse konnte beim KSC diesen Erfolg 1957, 1960 und 1962 wiederholen. 1969/70 wurde für die A-Jugend die Verbandsliga gegründet, ein Jahr später kam die gleiche Klasse bei der B-Jugend hinzu. Beide Mannschaften konnten sich zwar mehrfach für die Endrunde um die deutsche Meisterschaft qualifizieren, meist war jedoch in den Vor- und Zwischenrunden Schluss. Bei der Gründung der A-Jugend-Bundesliga verpasste der KSC 2003/04 noch die Qualifikation, ein Jahr später gelang der Sprung in die höchste Spielklasse.

### Frauen- und Juniorinnenmannschaften
Die Frauenfußball-Abteilung besteht seit 2001, als der Karlsruher SC die Frauen- und Juniorinnenmannschaften des aus finanziellen und organisatorischen Gründen aufgelösten Vereins DFC Eggenstein übernahm. Der DFC Eggenstein war ein reiner Frauenfußballverein, dessen erste Mannschaft zuletzt in der Oberliga Baden-Württemberg spielte. Die B-Juniorinnen wurden im letzten Jahr des Bestehens des DFC Deutscher Meister. In Hermsdorf schlug die Mannschaft den 1. FFC Turbine Potsdam mit 1:0.
| Erste Frauenmannschaft des KSC  |         |       |
| Liga                            | Saison  | Platz |
| Oberliga BW                     | 2001/02 | 3.    |
| Oberliga BW                     | 2002/03 | 2.    |
| Oberliga BW                     | 2003/04 | 1.    |
| 2. Bundesliga, Gr. Süd          | 2004/05 | 9.    |
| 2. Bundesliga, Gr. Süd          | 2005/06 | 11.   |
| 2. Bundesliga, Gr. Süd          | 2006/07 | 11.   |
| Regionalliga Süd                | 2007/08 | 7.    |
| Regionalliga Süd                | 2008/09 | 2.    |
| Regionalliga Süd                | 2009/10 | 8.    |
| Oberliga BW                     | 2010/11 | 4.    |
| Oberliga BW                     | 2011/12 | 2.    |
| Regionalliga Süd                | 2012/13 | 12.   |
| Oberliga BW                     | 2013/14 | 5.    |
| Oberliga BW                     | 2014/15 | 3.    |
| Oberliga BW                     | 2015/16 | 2.    |
| Oberliga BW                     | 2016/17 | 4.    |
| Oberliga BW                     | 2017/18 | 4.    |
| Oberliga BW                     | 2018/19 | 2.    |
| Oberliga BW                     | 2019/20 | 1.    |
| Regionalliga Süd, Qualigruppe 1 | 2020/21 | 2.    |
| Regionalliga Süd, Staffel 1     | 2021/22 | 3.    |
| Regionalliga Süd                | 2022/23 | 9.    |
| Regionalliga Süd                | 2023/24 | 8.    |

Die erste Frauenmannschaft des KSC wurde 2004 Meister der damals drittklassigen Oberliga und schaffte in der Aufstiegsrunde die Qualifikation für die neu eingeführte 2. Bundesliga. Trotz des Erfolges verließ ein Großteil der Mannschaft samt Trainer und Abteilungsleiter infolge interner Querelen im Januar 2005 den Verein und schloss sich dem ASV Hagsfeld an. In den beiden ersten Zweitligaspielzeiten rettete sich die Mannschaft jeweils nur knapp vor dem Abstieg. Während man in der Saison 2004/05 nur aufgrund der besseren Tordifferenz den Klassenerhalt schaffte, verhalf ein Jahr später der Zwangsabstieg der zweiten Mannschaft des VfL Sindelfingen den sportlich abgestiegenen KSC-Frauen zum Ligaverbleib. Die Saison 2006/07 beendete das Team wie ein Jahr zuvor auf dem vorletzten Platz und musste diesmal in die wieder gegründete Regionalliga Süd absteigen. Nachdem die KSC-Frauen nach der Saison 2009/10 auch den Klassenerhalt in der Regionalliga nicht schafften, spielen diese aktuell in der viertklassigen Oberliga Baden-Württemberg.
Der erste Auftritt im DFB-Pokal endete in einem Debakel. Am 23. September 2001 unterlagen die Karlsruherinnen dem 1. FFC Frankfurt mit 0:20. Die KSC-Frauen teilen sich mit dem FC Oberneuland den Rekord für die höchste Pokalniederlage, nachdem Oberneuland zwei Jahre später mit dem gleichen Ergebnis gegen den FFC Heike Rheine verlor. Die erfolgreichste Pokalsaison folgte 2005/06, als die Mannschaft im Achtelfinale am SC Sand scheiterte.
Trainiert wird das Regionalteam seit dem 1. Dezember 2023 von Anil Yildiz. Das Training und die meisten Spiele finden auf dem Wildparkgelände statt. Des Weiteren stellen die Juniorinnen in den Altersgruppen B und C insgesamt drei Teams. Die B-Juniorinnen wurden 2007 in der höchsten Spielklasse, der Oberliga Baden-Württemberg, als Aufsteiger Vizemeister. In der Saison 2016/2017 schafften die B-Juniorinnen den Aufstieg in die Juniorinnen-Bundesliga Süd. In der Premierensaison fehlte den B-Juniorinnen dann ein Punkt, um die Klasse zu halten. Nach dem Abstieg spielen die Juniorinnen ab der Saison 2018/2019 wieder in der Oberliga Baden-Württemberg. Alle anderen Mannschaften spielen in der höchsten Spielklasse der Altersgruppen.

### Alte Herren und „KSC Allstars“
Neben dem regulären Spielbetrieb hat der KSC seit seiner Gründung 1952 eine „Alte Herren“-Mannschaft für ältere Spieler, die in unregelmäßigen Abständen Freundschaftsspiele austrägt. Diese Mannschaft steht grundsätzlich jedem offen, auch bekannte ehemalige Profis und Lizenzspieler wie Rolf Kahn, Kurt Sommerlatt, Horst Wild oder Rudi Wimmer standen oder stehen für die „Alten Herren“ auf dem Platz.
Daneben besteht mit den „KSC Allstars“ eine Traditionsmannschaft mit ehemaligen Profispielern wie Rainer Schütterle und Burkhard Reich, die mehrmals jährlich zu Benefizspielen, zum Beispiel im Rahmen von Sportfesten, antritt. Der Erlös geht jeweils zur Hälfte an die KSC-Jugendabteilung und den gastgebenden Verein.

## Fanszene und Fankultur

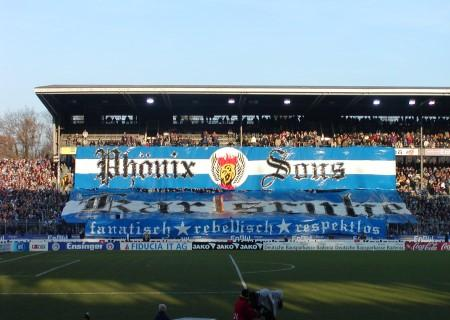
Choreographie der Ultra-Gruppierung Phönix Sons im Wildparkstadion

### Fanbetreuung
Die Fanbetreuung als vermittelndes Bindeglied zwischen Verein und Fans ist Teil des 3-Säulen-Konzepts der Fanarbeit beim KSC, bestehend aus der offiziellen Fanbetreuung, dem Fan-Dachverband Supporters sowie dem Fanprojekt Karlsruhe.
Das vom Stadtjugendausschuss Karlsruhe getragene Fanprojekt gelangte bundesweit in die Schlagzeilen, als gegen Mitarbeitende Strafbefehle zu je 120 Tagessätzen à 60 Euro ergingen. Die Staatsanwaltschaft Karlsruhe wirft ihnen Strafvereitelung vor. Hintergrund sind Aussageverweigerungen der Mitarbeitenden bei Ermittlungen gegen KSC-Ultras. Die beschuldigten Sozialarbeiter hingegen berufen sich auf eine Schweigepflicht, um das Vertrauensverhältnis zu ihren Adressaten und somit ihre sozialarbeiterische Arbeitsgrundlage zu schützen.

### Fanfreundschaften und Rivalitäten

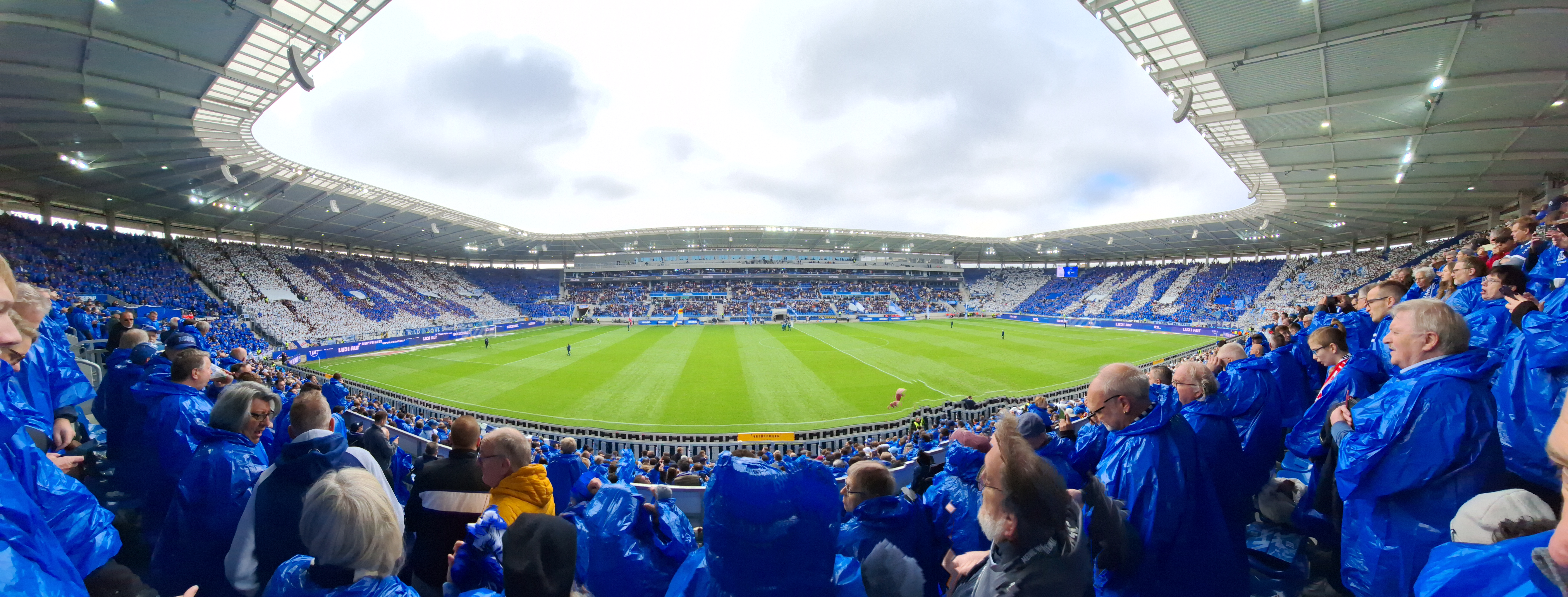
Choreographie zum Heimspiel des KSC am 26. Oktober 2024 gegen Hertha BSC.

Die Fans des Karlsruher SC kommen überwiegend aus dem nord- und mittelbadischen Raum, der Südpfalz und dem Elsass. Der KSC pflegt eine langjährige und sehr intensive Fanfreundschaft mit Hertha BSC. Eine sehr starke Fanfreundschaft pflegt man ebenfalls mit den Fans des österreichischen Erstligisten SK Sturm Graz und des französischen Nachbarn Racing Straßburg. Ebenfalls besteht eine Freundschaft mehrerer Fanclubs mit dem Pisa Sporting Club der italienischen Serie B.
Die größte Abneigung besteht heutzutage gegenüber den Anhängern des VfB Stuttgart (siehe Baden-Württemberg-Derby), des 1. FC Kaiserslautern und des SV Waldhof Mannheim. In den frühen Vereinsjahren gab es auch eine Gegnerschaft zum Stadtrivalen Karlsruher FV (siehe Karlsruher Stadtderby).

### Fandachverband „Supporters“
Im Jahr 1986 riefen einige engagierte KSC-Fans ein Fanprojekt ins Leben, das als gemeinsame Basis der Fanarbeit in Karlsruhe dienen sollte (z. B. Organisation von Auswärtsfahrten und Fußballturnieren, Verbesserung des Fanimages in der Öffentlichkeit). Das Projekt wurde am 12. September 1986 durch Gründung des Vereins „Interessengemeinschaft Karlsruher Fußballfans e. V. (IG)“ initiiert und die Trägerschaft 1989 vom Stadtjugendausschuss der Stadt Karlsruhe übernommen. Von Seiten des Vereins wurde das Projekt ab den 1990er Jahren u. a. durch verbilligte Dauerkarten und Unterstützung von Auswärtsfahrten gefördert. Seit dem 31. August 2001 heißt die IG „Supporters Karlsruhe 1986 e. V.“, der Verein hat etwa 2700 Mitglieder.

### Ultras
Unter dem Namen ULTRA1894 agieren in Karlsruhe die vier Ultràgruppen Phönix Sons 1999, Rheinfire 2002, Armata Fidelis 2003 und die Wild Boys 2004. Der Zusammenschluss zu einem Ultrabündnis erfolgte 2009 und diente vor allem der besseren Organisation und Kommunikation untereinander. ULTRA1894 stellt dementsprechend keine eigenständige Gruppe dar.

### Fanclubs
Der KSC hat 79 offizielle (Stand: August 2025) sowie viele weitere inoffizielle Fanclubs. Die offiziellen Fanclubs werden vom Verein regelmäßig zu Fanclubstammtischen eingeladen, bei denen Probleme zusammen mit der Fanbetreuung besprochen werden können und ein genereller Austausch stattfindet.

### Lieder
Vor Heimspielen des KSC gehört es, wie bei anderen badischen Fußballvereinen, zur Tradition, dass die Fans gemeinsam das Badnerlied singen. Mit dem Anstimmen dieser inoffiziellen Landeshymne wird der, zumindest auf den Fußball bezogene, Lokalpatriotismus der Badener demonstriert. Vereinzelt hört man im Stadion immer wieder auch umgedichtete Textzeilen, in denen die Rivalität zu den benachbarten Schwaben zum Ausdruck gebracht wird.
Als inoffizielle Vereinshymnen gelten die Lieder KSC olé, olé und Für immer KSC, die von Sabine Wittwer, der damaligen Ehefrau des früheren KSC-Spielers Michael Wittwer, zusammen mit anderen Liedern 1994 auf eine LP zum 100. Vereinsjubiläum eingespielt wurden.
Seit 2018 wird zudem das aus den 1960ern stammende Lied Hipp Hipp Hurra, dem KSC im Stadion gespielt.
Als Torhymne wird seit den frühen 1990er Jahren das Lied Les Toréadors aus der Oper Carmen von Georges Bizet verwendet.

### Maskottchen

Willi Wildpark – das Maskottchen des KSC

Das Maskottchen des Karlsruher SC stellt ein Wildschwein dar und heißt „Willi Wildpark“. In Erinnerung an das Gründungsjahr des Vereins 1894 trägt es auf seinem Trikot die Rückennummer 94. Es löste Ende 2006 den Fuchs „Swinny“ ab, der in den 1990er Jahren als erste Symbolfigur des KSC entstanden war und dessen Name sich an den Spitznamen des damaligen Trainers Winfried „Winnie“ Schäfer angelehnt hatte.

## Weitere Sportarten

### Futsal
Seit der Saison 2021/22 unterhält der Karlsruher SC eine Futsal-Mannschaft in der Futsal-Regionalliga Süd des Süddeutschen Fußball-Verbandes.

### Boxen
Die Boxabteilung wurde am 7. Dezember 1959 gegründet und hat heute rund 1200 Mitglieder. Das Training findet im „KSC Boxgym“ in den Kellerräumen der Gutenberg-Schulsporthalle statt und wird geleitet von dem mehrfachen DDR-Meister und Europameister Siegfried Mehnert sowie dem US-Amerikaner Tyson Gray, der beim Karlsruher SC das Boxen erlernte.
Für den Aufbau der Abteilung waren in den Anfangsjahren vor allem Fritz Müller, der sie bis 1962 leitete, und Erich Fehlberg verantwortlich. Trainiert wurde zunächst in der alten Hochschulsporthalle des damaligen Instituts für Leibesübungen der TH Karlsruhe. Erste Boxer waren die bis dahin für Baden-Baden kämpfenden Günter Feuchter, Willi Mültien und Heinz Birkle, der Europameister Horst Rascher stieß 1960 aus Ulm zum Karlsruher SC. Er verließ den Verein zwar schon 1962 wieder, erkämpfte aber für den KSC den ersten deutschen Meistertitel. Die Mannschaftskämpfe, die in der alten Stadthalle stattfanden, zogen immerhin bis zu 2000 Zuschauer an.
1962 wurde der viermalige deutsche Studentenmeister und zweimalige badische Meister Heinz Birkle Leiter der Boxabteilung. Er erreichte in seiner aktiven Zeit in 169 Kämpfen 131 Siege bei nur 31 Niederlagen und leitete gemeinsam mit dem zwölffachen badischen Meister Helmut Schwab noch bis 1991 das Training und prägte die Abteilung entscheidend mit. 1968 gewann der KSC erstmals den Wilhelm-Beierlein-Gedächtnispreis, der als inoffizielle badische Meisterschaft gilt, und verteidigte ihn mit einer Ausnahme (2000) bis heute. 1970 und 1972 wurde der KSC deutscher Pokalsieger. Für den Aufbau einer Bundesligamannschaft fehlten allerdings das Geld und die Zeit: Abteilungsleiter Birkle war neben seiner Tätigkeit für den KSC ab 1973 als Sportwart des Deutschen Amateur-Box-Verbands (DABV), ab 1973 in der gleichen Funktion für den europäischen Verband (EABA) und später im Exekutivkomitee des Weltverbandes AIBA tätig.
Mit Markus Bott (1982) und Alexander Künzler (1984) kamen zwei Nachwuchstalente aus Pforzheim nach Karlsruhe, die sich schnell zu erfolgreichen Boxern entwickelten. Künzler etwa erkämpfte acht deutsche Meisterschaften und kam auf 75 Einsätze in der Nationalmannschaft, und beide nahmen an den Olympischen Spielen 1984 und 1988 teil. Zwei weitere überregional bekannte Boxer stellte der Verein mit Sven Ottke, der 1992 zum KSC kam und bis zu seinem Wechsel in den Profibereich 1997 die Farben des Vereins vertrat, sowie mit Tyson Gray, der im Federgewicht von 1978 bis 1993 15-mal in Folge badischer Meister wurde. Insgesamt erreichte die Boxabteilung des Vereins zwischen 1961 und 2005 156 badische und 18 deutsche Meistertitel. In jüngerer Vergangenheit sind auch immer mehr Frauen in der Boxabteilung aktiv, am erfolgreichsten war bisher Tasheena Bugar, die im Federgewicht 2005 den badischen und den süddeutschen Meistertitel gewann und bei den deutschen Meisterschaften Platz 3 belegte.
Boxer des Karlsruher SC bei Olympischen Spielen
- Horst Rascher: 1960 in Rom (Platz 5 im Bantamgewicht)
- Markus Bott: 1984 in Los Angeles und 1988 in Seoul (jeweils Achtelfinale im Halbschwergewicht)
- Alexander Künzler: 1984 in Los Angeles und 1988 in Seoul (5. Platz bzw. Achtelfinale im Weltergewicht)
- Sven Ottke: 1988 in Seoul (Platz 5), 1992 in Barcelona (Platz 6), 1996 in Atlanta (Platz 9)
- Tyson Gray: 1996 in Atlanta (Achtelfinale im Federgewicht)

Darüber hinaus war Heinz Birkle 1976, 1984 und 1988 Betreuer der deutschen Olympiamannschaft.

### Leichtathletik
Die Leichtathletikabteilung des Karlsruher SC hat im Jahr 2007 etwa 100 aktive Mitglieder in den Wettkampfdisziplinen Sprint, Mittelstrecken und Weitsprung. Sie wurde ursprünglich 1922 im Vorgängerverein FC Phönix gegründet und hatte zwischen 1924 und 1930 sowie zwischen 1950 und 1966 ihre sportlichen Hochzeiten. Trotz verschiedener Bemühungen des Vereins, die Leichtathletikdisziplinen zu fördern, konnte die Abteilung in den letzten Jahrzehnten kaum mehr überregionale Erfolge verzeichnen.

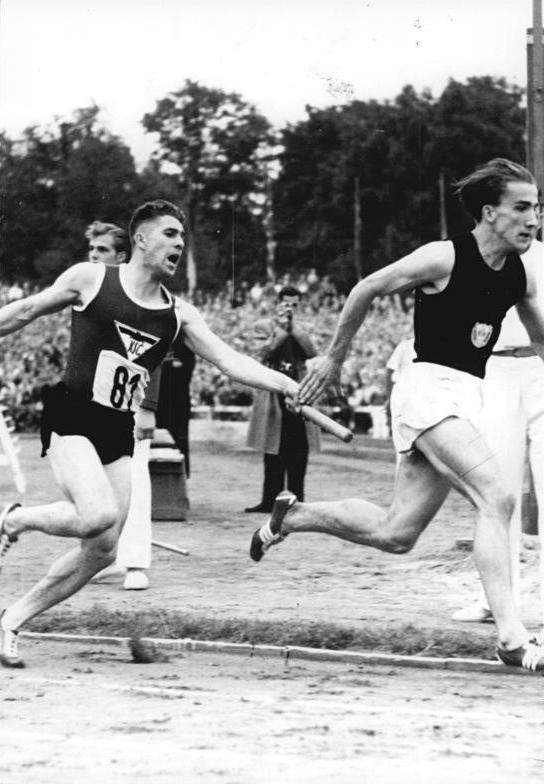
Heinz Fütterer (1956, auf dem Foto links), der bis heute erfolgreichste Leichtathlet des KSC

Als dem FC Phönix von der Stadt Karlsruhe nach dem Ersten Weltkrieg ein großes Gelände im Hardtwald für den Bau einer neuen Sportstätte überlassen wurde, entschloss sich der Verein, das Stadion auch mit Laufbahnen und Sprunganlagen auszustatten und eine Leichtathletik-Abteilung zu gründen, was 1922 auch umgesetzt wurde. Mit dem Olympiateilnehmer von 1912, Georg Amberger, stieß kurz darauf ein Trainer vom Karlsruher FV zu Phönix, der die Leichtathleten in den 1920er Jahren zu zahlreichen Erfolgen nicht nur auf regionaler, sondern auch auf nationaler und internationaler Ebene führte. 1924 wurde Phönix badischer Mannschaftsmeister und Gewinner der 20 × 300-m-Staffel. Die 4 × 100-m-Staffel in der Besetzung Alex Natan, Otto Faist, Kurt von Rappard und Robert Suhr errang im selben Jahr den süddeutschen und 1926 in 42,1 s den deutschen Meistertitel, kurz darauf brachen sie mit 41,9 s bei einem Sportfest auch den Europarekord. Bereits 1925 war Phönix, nicht zuletzt aufgrund einer konsequenten Jugendarbeit, mit 14 gewonnenen Titeln der beste Leichtathletikverein in Baden, weit vor dem KFV mit 7 Titeln. Mit Gertrud Gladitsch stellte Phönix in dieser Zeit eine weitere Spitzensportlerin, sie stellte bei den deutschen Meisterschaften 1927 mit 12,0 s über 100 m und 5,62 m im Weitsprung Weltrekordleistungen auf, die aber „nur“ als deutsche Rekorde geführt wurden. Mit Hans Steinhardt, dem deutschen Meister 1927 und 1928 über 110 m Hürden, nahm 1928 erstmals ein Karlsruher Sportler an Olympischen Spielen teil.
Danach wurde es vorübergehend still um die Abteilung, bis in den Jahren nach dem Zweiten Weltkrieg Lilli Unbescheid, die deutsche Meisterin von 1942, 1943 und 1946 im Kugelstoßen, vom MTV zum KSC wechselte und der vormalige Phönix-Sprinter Robert Suhr bis zur Wettkampfsaison 1949/50 die Leichtathletikabteilung neu belebte, indem er rund 30 Athleten für den Verein gewann. 1951 kam der für Bietigheim startende Sprinter Heinz Fütterer nach Karlsruhe, 1954 folgte der 400 m-Läufer Carl Kaufmann seinem Beispiel.
Das Engagement Suhrs sowie die Erfolge und olympischen Medaillen der Karlsruher Vorzeigeathleten – der zeitweilige 100-m-Weltrekordler Fütterer sowie Lothar Knörzer erliefen 1956 in Melbourne in der 4 × 100-m-Staffel eine Bronzemedaille, Kaufmann 1960 in Rom zwei Silbermedaillen – sorgten für einen vorübergehenden Boom der Leichtathletik in Karlsruhe, der aber längst verflogen ist. 1968 gab der seit 1949 für Phönix bzw. den KSC tätige Trainer Helmut Häfele sein Amt auf und seit 1968 fanden im Wildparkstadion keine großen Leichtathletik-Veranstaltungen mehr statt. In den letzten Jahrzehnten sorgten lediglich internationale Leichtathletik-Meetings in der Karlsruher Europahalle sowie die Verpflichtung von Heike Drechsler, die 2001 für zwei Jahre zum Karlsruher SC kam und zum Abschluss ihrer Karriere 2001 und 2002 deutsche Meisterin im Weitsprung wurde, überregional für Schlagzeilen in dieser Sportart.

### Großfeldhandball
Nach dem Ersten Weltkrieg wurde mit dem Großfeldhandball eine neue Sportart populär. Sie wurde bei Phönix zunächst von den Frauen der Leichtathletikabteilung betrieben, wenn der sonstige Trainings- und Wettkampfbetrieb in der kalten Jahreszeit ruhte. 1925 wurde im Verein eine Handballabteilung gegründet. Die Phönix-Frauen erwiesen sich zwar als unangefochtene Nummer eins in Karlsruhe, scheiterten im Kampf um die Badische Meisterschaft bis 1945 aber immer wieder am VfR Mannheim. Erst im Juni 1947 wurden die Mannheimerinnen erstmals im Titelkampf besiegt, und Phönix gewann 1947, 1950, und 1951 die Badische Meisterschaft, der Titelgewinn konnte nach der Fusion zum Karlsruher SC 1955 ein weiteres Mal wiederholt werden. In der Endrunde um die süddeutsche Meisterschaft erzielte Phönix als bestes Resultat Platz 3 (1950).
Auch beim VfB Mühlburg wurde Großfeldhandball gespielt, 1948 wurde eine eigene Abteilung ins Leben gerufen, die zunächst hauptsächlich aus ehemaligen Spielern des TV Beiertheim bestand. Bereits 1950 spielte die Mühlburger Männermannschaft in der obersten Spielklasse, der Badischen Verbandsliga. Die Sportart wurde nach der Fusion beim Karlsruher SC weiter ausgeübt, ihre Popularität erreichte in den 1950er Jahren ihren Höhepunkt. So sahen am 12. Oktober 1956 20.000 Zuschauer im Karlsruher Wildparkstadion ein Länderspiel zwischen Deutschland und Österreich, das 24:18 endete.
In den 1960er- und 1970er-Jahren wurde der Großfeldhandball vom Hallenhandball immer mehr verdrängt, bis die Sportart schließlich 1977 offiziell vom Spielplan des Badischen Handballverbands gestrichen wurde. In Ermangelung einer eigenen Sporthalle und angesichts der starken Karlsruher Konkurrenz im Handball in den 1970er Jahren, wie z. B. dem Bundesligisten TSV 1896 Rintheim, wurde der Handballsport beim Karlsruher SC nicht weiter ausgeübt.

## Organisationsstruktur

### Eingetragener Verein (e. V.)

Struktur des Karlsruher SC e. V.

#### Gliederung
Der Verein ist gegliedert in die Organe Mitgliederversammlung, Wahlausschuss, Präsidium, Vereinsrat, Verwaltungsrat und Ehrenrat. Die Mitgliederversammlung ist das höchste Gremium und wählt die Mitglieder der anderen Organe des Vereins. Daneben bestimmt sie zwei vom Wahlausschuss vorgeschlagene Revisoren, die die Buchführung mehrmals im Geschäftsjahr einer Prüfung unterziehen. Der Vereinsrat, der sich aus dem Präsidium, den Leitern der sportlichen Abteilungen sowie von der Mitgliederversammlung gewählten Mitgliedern zusammensetzt, bestimmt unter anderem über Neugründung bzw. Auflösung von Abteilungen.

#### Präsidium und Geschäftsführung
Das Präsidium setzt sich aus einem Präsidenten und zwei Vizepräsidenten zusammen. Es vertritt den Verein als ausführendes Organ und ist an erster Stelle mit der ordnungsgemäßen Vereinsführung betraut. Die Geschäftsstelle mit dem Management an der Spitze ist dem Präsidium unterstellt und bündelt das für die Führung der Geschäfte notwendige kaufmännische und technische Personal. Das Präsidium wird, ebenso wie die anderen Vereinsorgane, von der Mitgliederversammlung gewählt. Die Amtsdauer beträgt drei Jahre, die Wiederwahl ist zulässig.
Letzter Präsident des Vereins war der Bundestagsabgeordnete Ingo Wellenreuther. Er wurde zusammen mit seinen Vizepräsidenten Günter Pilarsky und Georg Schattling im November 2010 auf einer außerordentlichen Mitgliederversammlung gewählt, nachdem sein Vorgänger Paul Metzger einige Wochen zuvor zurückgetreten war. Holger Siegmund-Schultze wurde im September 2016 Nachfolger von Georg Schattling. 2020 trat Wellenreuther zurück.
Manager des Karlsruher SC war seit Mai 2002 Rolf Dohmen. Ende Dezember 2009 wurde Dohmen, der einige Wochen zuvor erklärte, seinen am Saisonende auslaufenden Vertrag nicht zu verlängern, von seinen Aufgaben entbunden und beurlaubt. Seine Nachfolge als Sportlicher Leiter trat im Januar 2010 Arnold Trentl an, der diese Funktion zuvor kommissarisch ausgeübt hatte. Im Juni 2011 übernahm der ehemalige KSC-Spieler Oliver Kreuzer die sportliche Leitung. Trotz eines bis Juni 2014 laufenden Vertrages wechselte er im Juni 2013 zum Hamburger SV. Nachdem dessen Nachfolger Jens Todt im November 2016 signalisierte, seine Tätigkeit beim KSC zum Saisonende beenden zu wollen, wurde Todt freigestellt und wiederum durch den beim HSV glücklos gebliebenen Kreuzer ersetzt.
Die nach der Entlassung von Manager Rolf Dohmen ebenfalls neu zu besetzende Stelle des kaufmännischen Leiters wurde zunächst von dem zuvor bei Alemannia Aachen tätigen Markus Kalusche ausgefüllt. Nachdem Kalusche auf eigenen Wunsch seine Tätigkeit zum 31. August 2011 beendete, wurde nach langer Suche am 1. November 2012 Rolf Ulrich als kaufmännischer Geschäftsführer verpflichtet, der zuvor Mitglied des Verwaltungsrates war.
→ siehe auch: Präsidenten des Karlsruher SC seit 1952

#### Verwaltungsrat
Der Verwaltungsrat hat für das Vereinspräsidium eine beratende Funktion in wirtschaftlichen und rechtlichen Angelegenheiten und dient in diesem Kontext gleichzeitig als Überwachungsorgan. Der Verwaltungsrat genehmigt unter anderem die Geschäftsordnung, den Haushaltsplan sowie den Finanzplan zur Beurteilung der Wirtschaftlichkeit des Vereins durch die DFL. Des Weiteren benötigt das Präsidium für die Durchführung finanzintensiver Geschäfte die Zustimmung des Verwaltungsrates – ausgenommen hiervon sind allerdings die Spieler- und Trainerverträge der ersten Fußballmannschaft.
Die sieben Mitglieder des Verwaltungsrates arbeiten ehrenamtlich, dürfen nicht gleichzeitig Mitglied des Präsidiums sein und werden von der Mitgliederversammlung für eine Dauer von drei Jahren gewählt. Vorsitzender des Verwaltungsrates ist Michael Steidl. Stellvertretender Vorsitzender ist Holger Siegmund-Schultze. Weitere Mitglieder sind Bernd Bechtold, Sascha Döther, Dieter Hegele, Horst Marschall und Hubert H. Raase.

### GmbH & Co. KGaA
Auf einer Mitgliederversammlung am 29. Juni 2019 stimmten 88,2 Prozent der Mitglieder für eine Ausgliederung der Profimannschaft, der U19 und der U17 aus dem e. V. in eine GmbH & Co. KGaA. Am 25. Oktober 2019 wurde die Karlsruher Sport-Club Mühlburg-Phönix GmbH & Co. KGaA beim Amtsgericht Mannheim in das Handelsregister eingetragen und der wirtschaftliche Geschäftsbetrieb rückwirkend zum 1. Januar 2019 auf die KGaA übertragen. Die voll haftende und zur Geschäftsführung berechtigte Komplementärin ist die Karlsruher Sport-Club Mühlburg-Phönix Management GmbH, die sich unabhängig von der Kapitalverteilung der KGaA stets im Eigentum des e. V. befindet. Somit hat der e. V. die Kontrolle über das operative Geschäft und die 50+1-Regel wird gewahrt, auch wenn der e. V. weniger als 51 Prozent der Kapitalanteile an der KGaA halten sollte. Alleiniger Geschäftsführer der Management GmbH ist Michael Becker.
Im Mai 2020 geriet die KGaA aufgrund der Saisonunterbrechung, die durch die COVID-19-Pandemie nötig geworden war, beinahe in die Insolvenz. Nachdem das Bündnis KSC den Erwerb von Aktien in Höhe von 6 Millionen Euro an den Rücktritt des e.-V.-Präsidenten Ingo Wellenreuther geknüpft hatte, trat dieser am 14. Mai von seinem Amt zurück. Einen Tag später gab der KSC bekannt, dass man mit den Hauptgläubigern Michael Kölmel und Günter Pilarsky (Vizepräsident des e. V.) Vergleichs- und Abgeltungsvereinbarungen geschlossen habe. Die beiden Unternehmer verzichteten dabei auf einen Großteil ihrer Forderungen. Pilarsky erhielt im Gegenzug Aktien der KGaA in Höhe von 2,5 Millionen bis 5,5 Millionen Euro (abhängig von einem Wertgutachten für Besserungsscheine), Kölmel über die MK Medien Beteiligungs GmbH Aktien im Wert von einer Million Euro sowie eine Einmalzahlung in Höhe von 3 Millionen Euro. Das Bündnis KSC, ein Zusammenschluss 9 regionaler Unternehmer, wird im Rahmen einer Kapitalerhöhung Aktien im Wert von 6 Millionen Euro zeichnen. Der Preis der Aktien wurde auf 20 Euro je Stück festgelegt. Mit diesen Maßnahmen konnte der KSC die Insolvenz abwenden und seinen Schuldenstand von 30 Millionen Euro auf 10 Millionen Euro verringern.
Ende Juni 2020 gab der KSC bekannt, dass Carsten Klocke, Geschäftsführer der Klocke GmbH, Aktien im Wert von einer Million Euro zum Preis von 20 Euro je Aktie gezeichnet habe. Zudem wurde die angekündigte Zeichnung durch das Bündnis KSC in Höhe von 6 Millionen Euro zu einem Preis von 20 Euro je Aktie bestätigt. Das Grundkapital der KGaA betrug seither 2,8 Millionen Euro.
Mitte Oktober 2020 begann die Aktienausgabe an Einzelaktionäre, was die erste ohne Börsengang im deutschen Profifußball darstellte. Dabei konnten Einzelaktionäre schon ab einer Aktie zu 24 Euro Anteile erwerben. Die Zeichnungsfrist lief zunächst bis zum 18. November 2020 geplant und das eingenommene Kapital sollte für den Innenausbau und die Ausstattung des neuen Wildparkstadions verwendet werden. Hierfür sind in den kommenden zwei Jahren rund 10 Millionen Euro nötig, welche der KSC gemäß dem Pacht- und Betreibervertrag mit der Stadt Karlsruhe selbst zu übernehmen hat. Kurz vor dem Ende der Zeichnungsfrist hatten 1.300 Aktionäre KSC-Aktien gezeichnet, was einem Finanzierungsvolumen von ca. 500.000 Euro entsprach. Die Ausgabe wurde daher bis zum 18. Dezember 2020 verlängert. Letztendlich wurden 806.496 Euro investiert, was 33.604 Aktien entsprach. Großanleger können jederzeit für 100.000 Euro Aktien erwerben. Das Grundkapital wurde mit Beschluss vom 29. Juni 2021 auf 3.204.897,00 Euro erhöht; das genehmigte Kapital betrug zu diesem Zeitpunkt noch 545.103,00 Euro.
Am 20. Oktober 2021 ermächtigte die Hauptversammlung die Management GmbH, mit Zustimmung des Aufsichtsrats das Grundkapital bis zum 15. Oktober 2026 um bis zu 1.057.345,00 Euro (Genehmigtes Kapital) zu erhöhen.
Daraus ergibt sich folgende Kapitalverteilung (Stand: 25. September 2021):
| Kommanditaktionär    | Anzahl Aktien | Anteil  |
| -------------------- | ------------- | ------- |
| Karlsruher SC e. V.  | 2.500.140,15  | 78,01 % |
| Bündnis KSC          | 299.978,36    | 9,36 %  |
| Günter Pilarsky      | 249.981,97    | 7,80 %  |
| Regionale Investoren | 122.747,56    | 3,83 %  |
| Streubesitz          | 32.048,97     | 1,00 %  |
| ∑                    | 3.204.897,00  | 100 %   |

## Stadion und Infrastruktur

### Ehemalige Spielstätten
Der FC Phönix Karlsruhe, der erste Vorgängerverein des heutigen KSC, bestritt seine Spiele bis 1896 auf der Körnerwiese in der Weststadt und anschließend auf dem Engländerplatz.
Im Jahr 1906 hatten einige Vereinsmitglieder einen Sportplatz an der Rheintalbahn im heutigen Neureut gekauft und an den Verein vermietet. Nach finanziellen Problemen musste man den Platz 1914 jedoch wieder aufgeben und der FC Phönix konnte vorübergehend auf dem Platz des VfB Karlsruhe und sogar beim „Erzfeind“ KFV unterkommen.
Baron von Seldeneck stelle dem Verein kurz vor dem Ausbruch des Ersten Weltkrieges an der Maxaubahn in Mühlburg ein großes Areal zu günstiger Miete zur Verfügung. Die neue Spielstätte auf „Freiherrlich Seldeneckschen Gelände“ konnte „infolge des Krieges nicht hergerichtet und auch nicht benutzt werden“, wie die KSC-Vereinsnachrichten 1956 berichteten. 1918 musste der Platz an der Maxaubahn „auf behördliche Anordnung hin zur Anpflanzung von Gemüse uvm. abgetreten“ werden – wie es deutschlandweit ab 1917 Praxis geworden war.
Ab 1. Mai 1919 teilte sich der Club einen Platz mit der Technischen Hochschule im Fasanengarten. Knapp zwei Jahre lang kickten die Schwarzblauen erfolgreich im Schlossgarten, obwohl das Gelände für die Ansprüche des Vereins viel zu klein war. 1921 erhielt Phönix das Areal im Hardtwald, 1924 war das Stadion fertig gestellt und der Umzug in die neue Heimat, den Wildpark, konnte erfolgen.

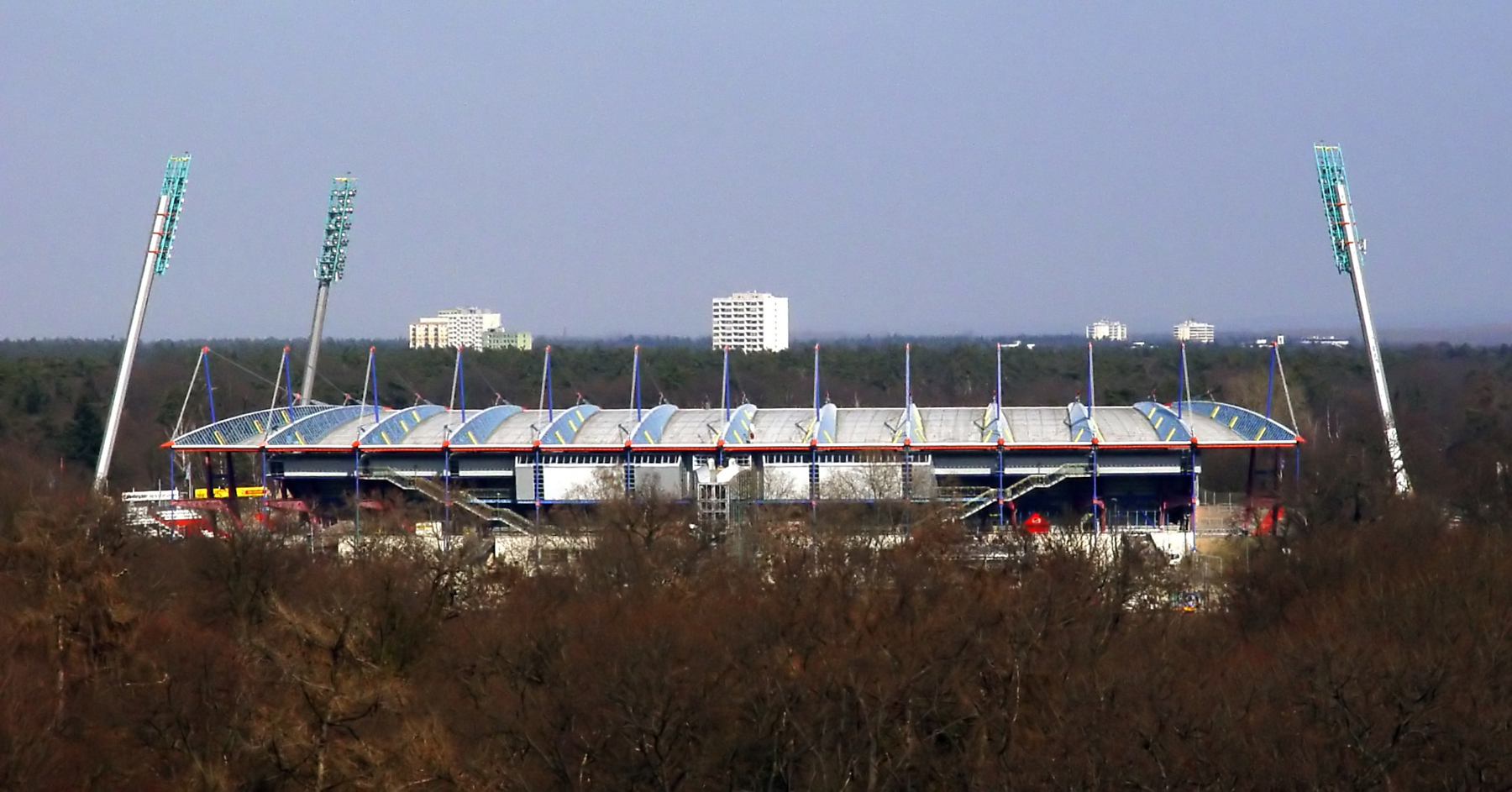
Wildparkstadion 2005

Die zweite ehemalige Spielstätte war das Stadion Honsellstraße, wo der Vorgängerverein VfB Mühlburg bis zur Fusion 1952 seine Heimspiele austrug. Drei Jahre, bis zum Umzug in das frisch gebaute Wildparkstadion, bestritt der „neue“ KSC hier bis zum Sommer 1955 seine Heimspiele.

### Wildparkstadion
Das Wildparkstadion liegt inmitten eines größeren Sportareals im Karlsruher Hardtwald. In seiner heutigen Form als Fußball- und Leichtathletikstadion wurde es 1955 anstelle der alten Phönix-Sportplätze erbaut und verfügte ursprünglich über ein Fassungsvermögen von 50.000 Zuschauern. Die Kapazität beträgt 34.302 Plätze, davon 21.977 Sitz- sowie 12.325 Stehplätze auf der Südtribüne und im Gästebereich in der Nord-Ost-Ecke. Das Stadion trägt seit 2021 den Namen BBBank Wildpark.
Die mehrere Jahre währenden Planungen für die Umwandlung des Wildparkstadions in eine reine Fußballarena und die Anpassung der Infrastruktur an die Auflagen des DFB und der DFL wurden ab 2006 verstärkt vorangetrieben. Nachdem im Februar 2007 der Finanzierung des Umbauprojektes von Seiten der Stadt Karlsruhe – als jetziger und auch zukünftiger Eigentümerin des Stadions – zugestimmt worden war, wurden im Sommer 2007 eine Rasenheizung installiert und die Laufbahnen der Leichtathleten entfernt.
2016 stimmte der Karlsruher Gemeinderat für einen Neubau am Standort Wildpark. Die Bauarbeiten, die während des laufenden Spielbetriebs an alter Stelle vollzogen wurden, begannen Ende 2018 mit dem Abbruch der Erdwälle. Am 19. Juli 2023 wurde das fertig umgebaute Stadion mit einem Testspiel zwischen dem KSC und dem FC Liverpool „eröffnet“. Das erste Pflichtspiel im vollumfänglichen Stadionbetrieb fand am 6. August gegen den Hamburger SV statt (2:2).

### Daten (Gesamtareal)
- ca. 14,2 Hektar (davon etwa 7,5 Hektar für den BBBank Wildpark)
- Rasenplatz
- sechs Rasentrainingsplätze
- zwei Kunstrasenplätze
- eine Sporthalle